# Haliotis
Haliotis Linnaeus, 1758 è un genere di molluschi gasteropodi marini, comunemente noti come aliotidi, orecchie di mare o abaloni. È l'unico genere della famiglia Haliotidae.

## Descrizione
Sono molluschi a conchiglia rigida.

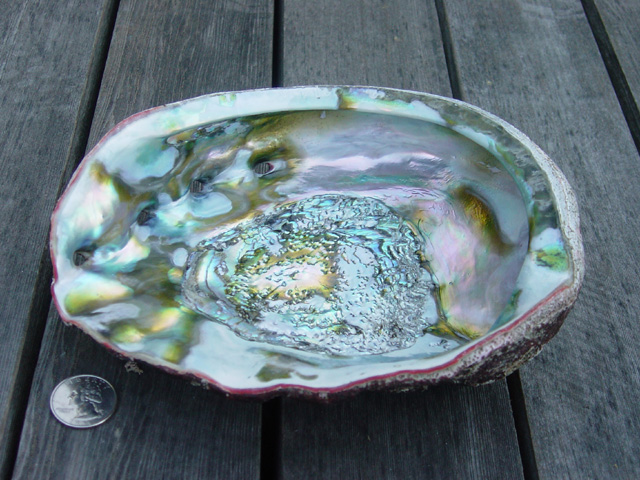
L'iridescenza della superficie interna di un abalone.

L'ossigeno viene estratto dall'acqua che penetra nelle branchie localizzate sotto la conchiglia. In seguito l'acqua viene espulsa attraverso una fila di fori. Le loro dimensioni variano dai 2,5 ai 30 cm. Pesci, uccelli marini, lontre di mare, granchi e stelle di mare si nutrono di loro. A volte si ritrovano delle perle scure al loro interno.

## Distribuzione e habitat
Gli abaloni sono diffusi in molte parti del mondo: lungo le coste del Mediterraneo, dell'Africa, dell'Australia, della Nuova Zelanda, delle isole del Pacifico e le coste occidentali dell'America settentrionale e alle isole della Manica.

## Biologia
Si difende aderendo con forza allo scoglio (o altra roccia) tramite il suo piede ed utilizzando lo stesso principio della pompa a vuoto, grazie ai due muscoli principali del corpo.
Il movimento degli abaloni viene effettuato grazie alla contrazione muscolare del piede che viene spinto in avanti e si fissa al suolo grazie ad una sostanza di muco viscido. L'onda di contrazione si espande poi a tutto il corpo e alla fine il mollusco effettua un nuovo "passo". La  velocità degli abaloni è stata calcolata in circa 5 metri al minuto. 
La famiglia Haliotidae possiede un sistema visivo che genera un'immagine poco luminosa, comparabile a quella ottenuta con una camera oscura.

### Alimentazione
Gli abaloni sono erbivori e si nutrono di alghe, quali lattughe di mare, e alghe coralliformi (Corallina). Trovano gli alimenti nelle rocce che sminuzzano con i loro piccoli denti cornei.

### Riproduzione
I maschi raggiungono la maturità sessuale a 2 anni di età, mentre le femmine la raggiungono a 3 anni. Gli abaloni sono molluschi a fecondazione esterna: emettono i loro gameti nell'acqua dove avviene la fecondazione.
Dalle uova escono delle larve trocofore che nuotano verso la superficie. La trocofora si trasformerà in veliger.

## Tassonomia

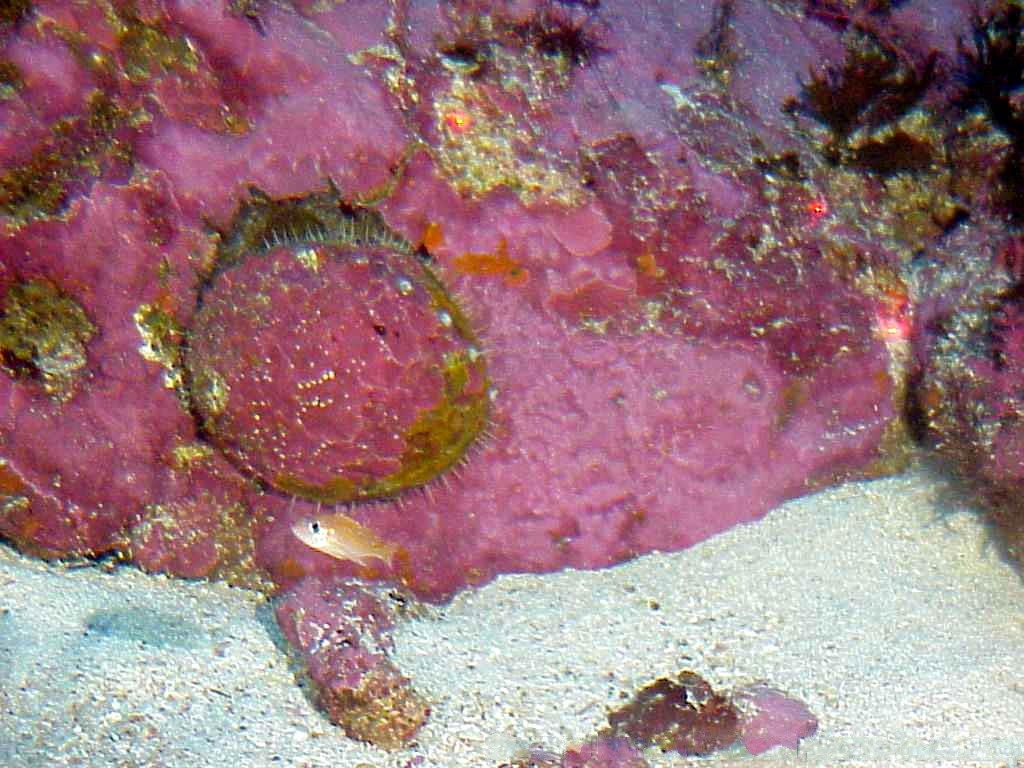
Abalone bianco, Haliotis sorenseni.

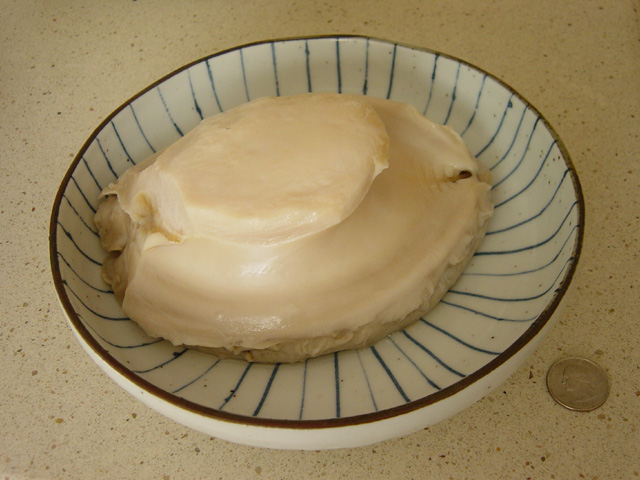
Piede di abalone.

Le specie di Haliotis attualmente riconosciute sono:
- Haliotis alfredensis Bartsch, 1915
- Haliotis arabiensis Owen, Regter & Van Laethem, 2016
- Haliotis asinina Linnaeus, 1758, abalone a orecchio d'asino
- Haliotis australis Gmelin, 1791, abalone australiano o abalone australe
- Haliotis brazieri Angas, 1869,  abalone di Brazier
- Haliotis clathrata Reeve, 1846
- Haliotis coccoradiata Reeve, 1846, abalone dai raggi rossastri
- Haliotis corrugata W. Wood, 1828, abalone rosa
- Haliotis cracherodii Leach, 1814, abalone nero
- Haliotis cyclobates Péron & Lesueur, 1816,  abalone roteante
- Haliotis dalli Henderson, 1915, abalone di Dall
- Haliotis discus Reeve, 1846, abalone disco
- Haliotis dissona (Iredale, 1929)
- Haliotis diversicolor Reeve, 1846,  abalone colorato variopinto
- Haliotis dringii Reeve, 1846
- Haliotis drogini Owen & Reitz, 2012
- Haliotis elegans Koch in Philippi, 1844,  abalone elegante
- Haliotis fatui Geiger, 1999
- † Haliotis flemingi Powell, 1938
- Haliotis fulgens Philippi, 1845,  abalone verde
- Haliotis geigeri Owen, 2014
- Haliotis gigantea Gmelin, 1791,  abalone gigante o awabi
- Haliotis glabra Gmelin, 1791
- Haliotis iris Gmelin, 1791, abalone dal piede nero o abalone arcobaleno
- Haliotis jacnensis Reeve, 1846, abalone di Jacna
- Haliotis kamtschatkana Jonas, 1845,  abalobe di Pinto
- Haliotis laevigata Donovan, 1808, abalone australiano rugoso o abalone dalle labbra verdi
- † Haliotis lomaensis Anderson, 1902
- Haliotis madaka (Habe, 1977)
- Haliotis mariae W. Wood, 1828
- Haliotis marmorata Linnaeus, 1758
- † Haliotis mathesonensis (Eagle, 1996)
- † Haliotis matihetihensis (Eagle, 1999)
- Haliotis melculus (Iredale, 1927),  abalone del miele
- Haliotis midae Linnaeus, 1758, abalone a orecchie di Mida o abalone perlifero
- Haliotis mykonosensis Owen, Hanavan & Hall, 2001
- Haliotis ovina Gmelin, 1791,  abalone ovale o abalone a orecchie di pecora
- Haliotis papulata Reeve, 1846
- Haliotis parva Linnaeus, 1758, abalone canalicolato
- Haliotis planata G. B. Sowerby II, 1882, abalone planato
- Haliotis pourtalesii Dall, 1881, abalone di Pourtale
- † Haliotis powelli C. A. Fleming, 1952
- Haliotis pulcherrima Gmelin, 1791, abalone bellissimo
- Haliotis queketti E. A. Smith, 1910, abalone di Quekett
- Haliotis roei Gray, 1826,  abalone di Roe
- Haliotis rubiginosa Reeve, 1846
- Haliotis rubra Leach, 1814, abalone rossastro
- Haliotis rufescens Swainson, 1822, abalone rosso
- Haliotis rugosa Lamarck, 1822
- Haliotis scalaris (Leach, 1814),  abalone a scala o abalone a orecchie a punta
- Haliotis semiplicata Menke, 1843, abalone semiplicato
- Haliotis sorenseni Bartsch, 1940,  abalone bianco
- Haliotis spadicea Donovan, 1808, abalone dalle macchie color sangue
- Haliotis squamosa Gray, 1826,  abalone squamoso
- † Haliotis stalennuyi Owen & Berschauer, 2017
- Haliotis stomatiaeformis Reeve, 1846
- Haliotis supertexta Lischke, 1870
- Haliotis tuberculata Linnaeus, 1758, abalone verde, abalone commestibile europeo, abalone tubiforme o tubercolato
- Haliotis unilateralis Lamarck, 1822
- Haliotis varia Linnaeus, 1758, abalone variabile
- Haliotis virginea Gmelin, 1791, abalone vergine
- † Haliotis volhynica Eichwald, 1829
- † Haliotis waitemataensis Powell, 1938
- Haliotis walallensis Stearns, 1899, abalone verde settentrionale o abalone piatto

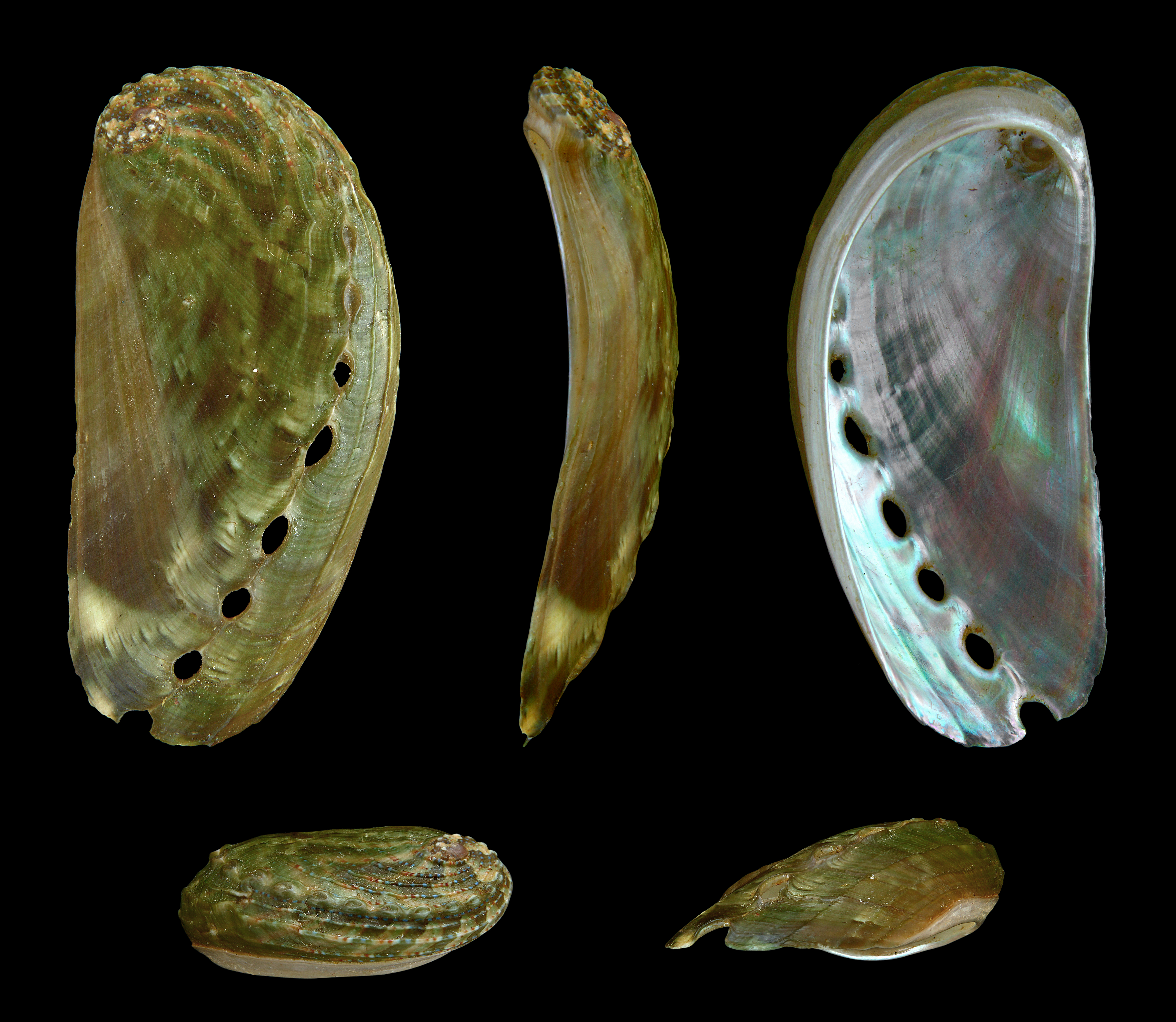
Haliotis asinina
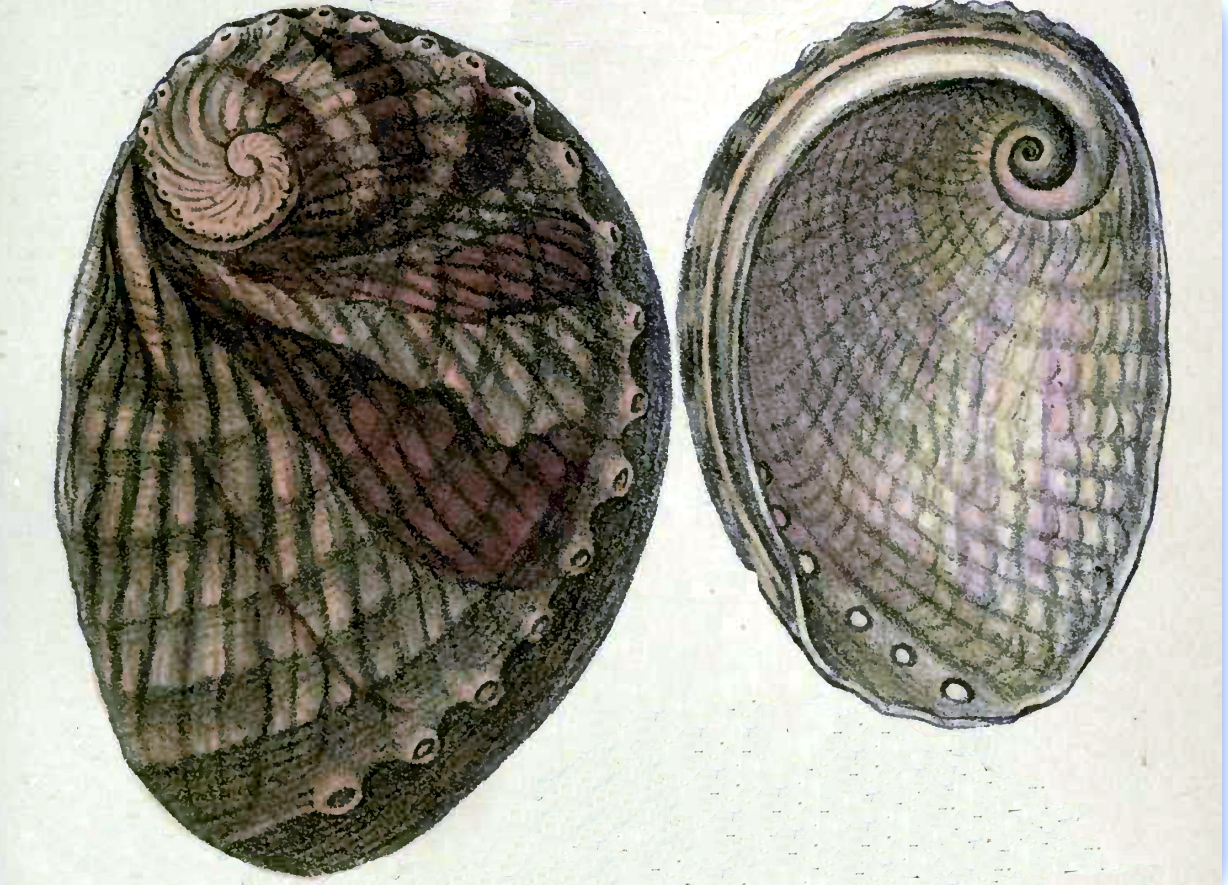
Haliotis australis
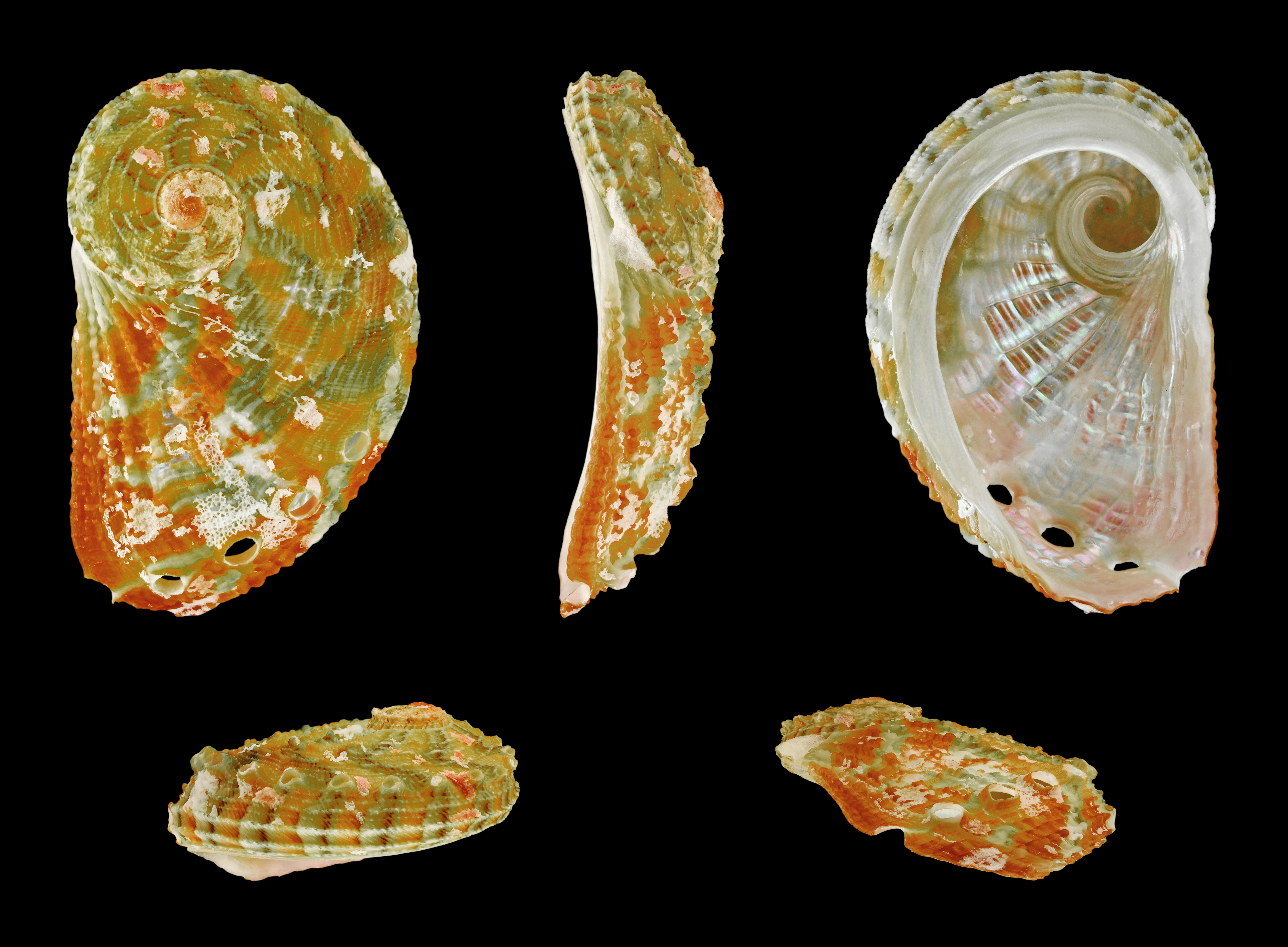
Haliotis clathrata
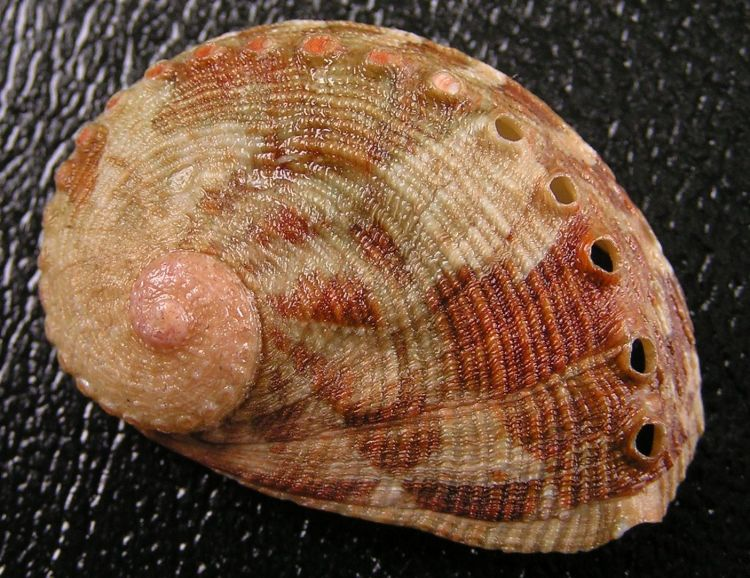
Haliotis coccoradiata
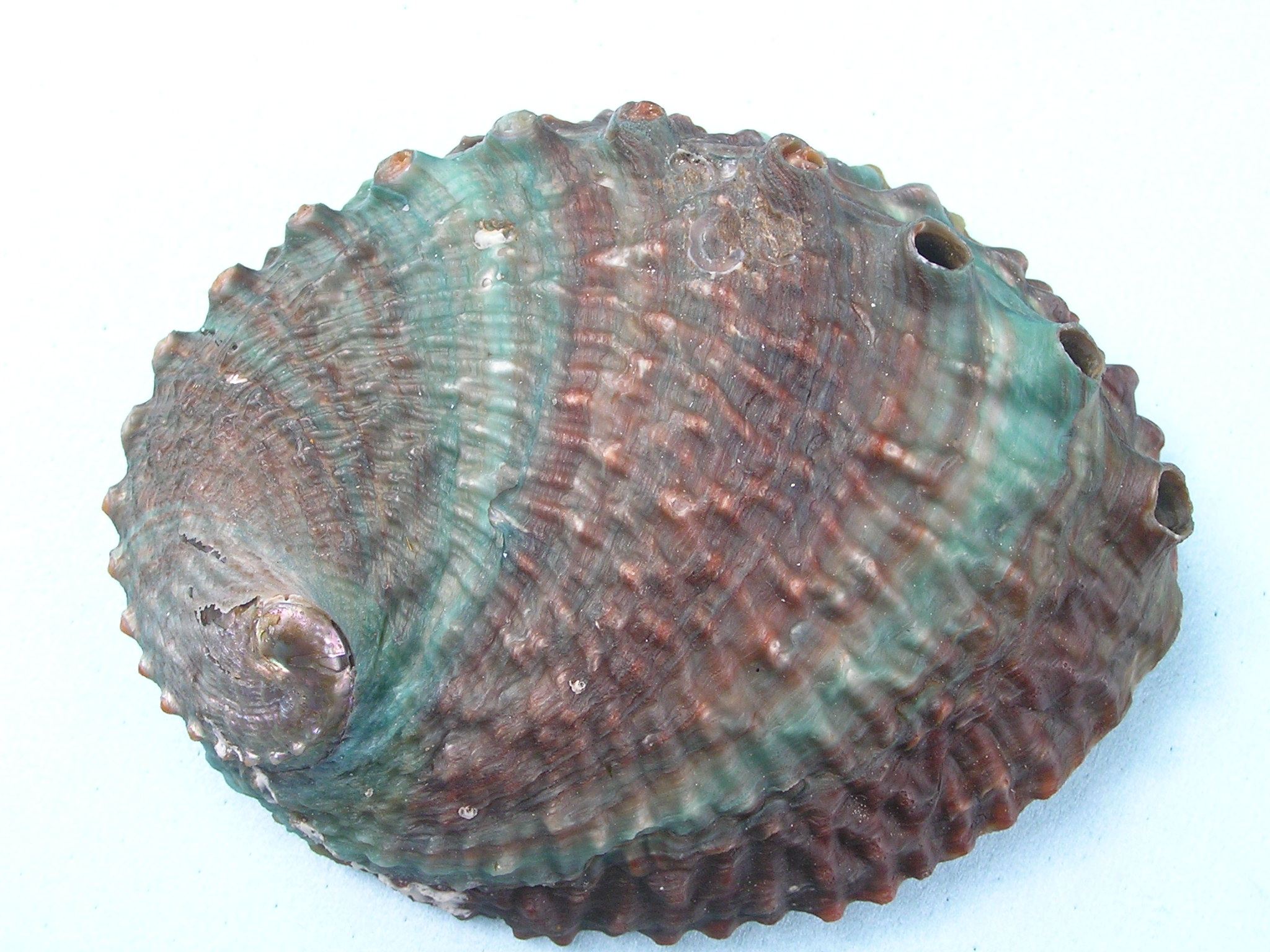
Haliotis corrugata
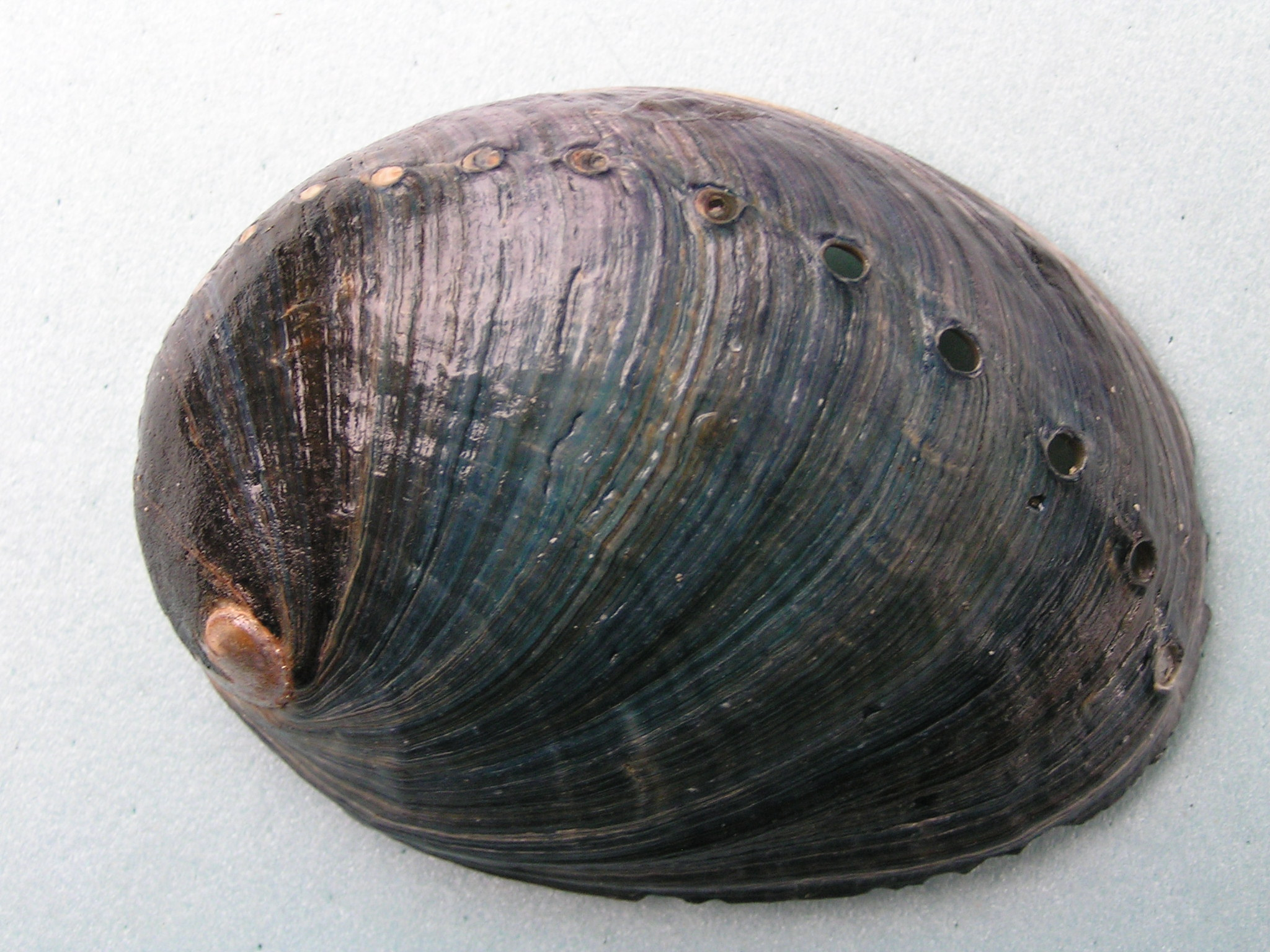
Haliotis cracherodii
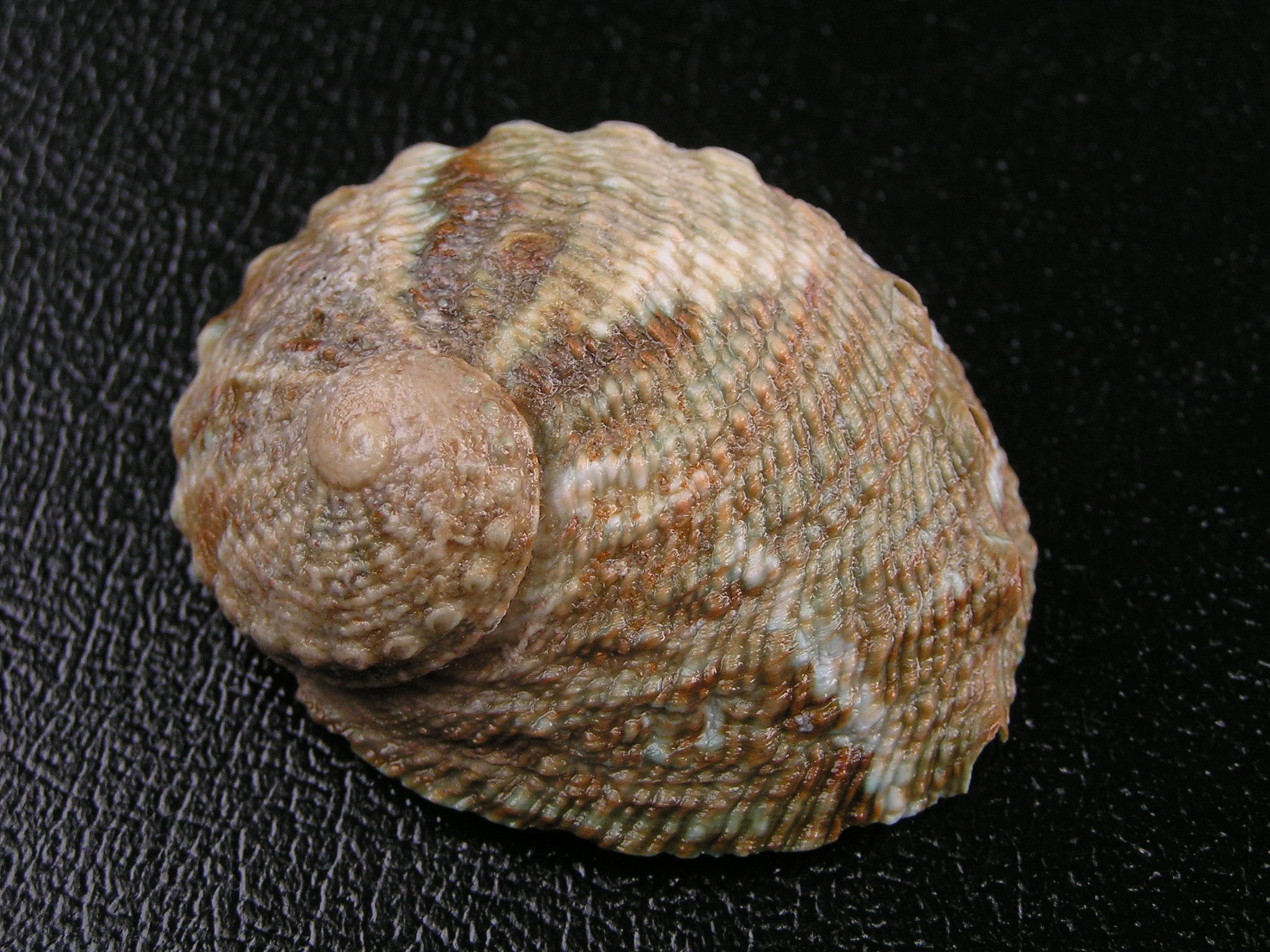
Haliotis cyclobates
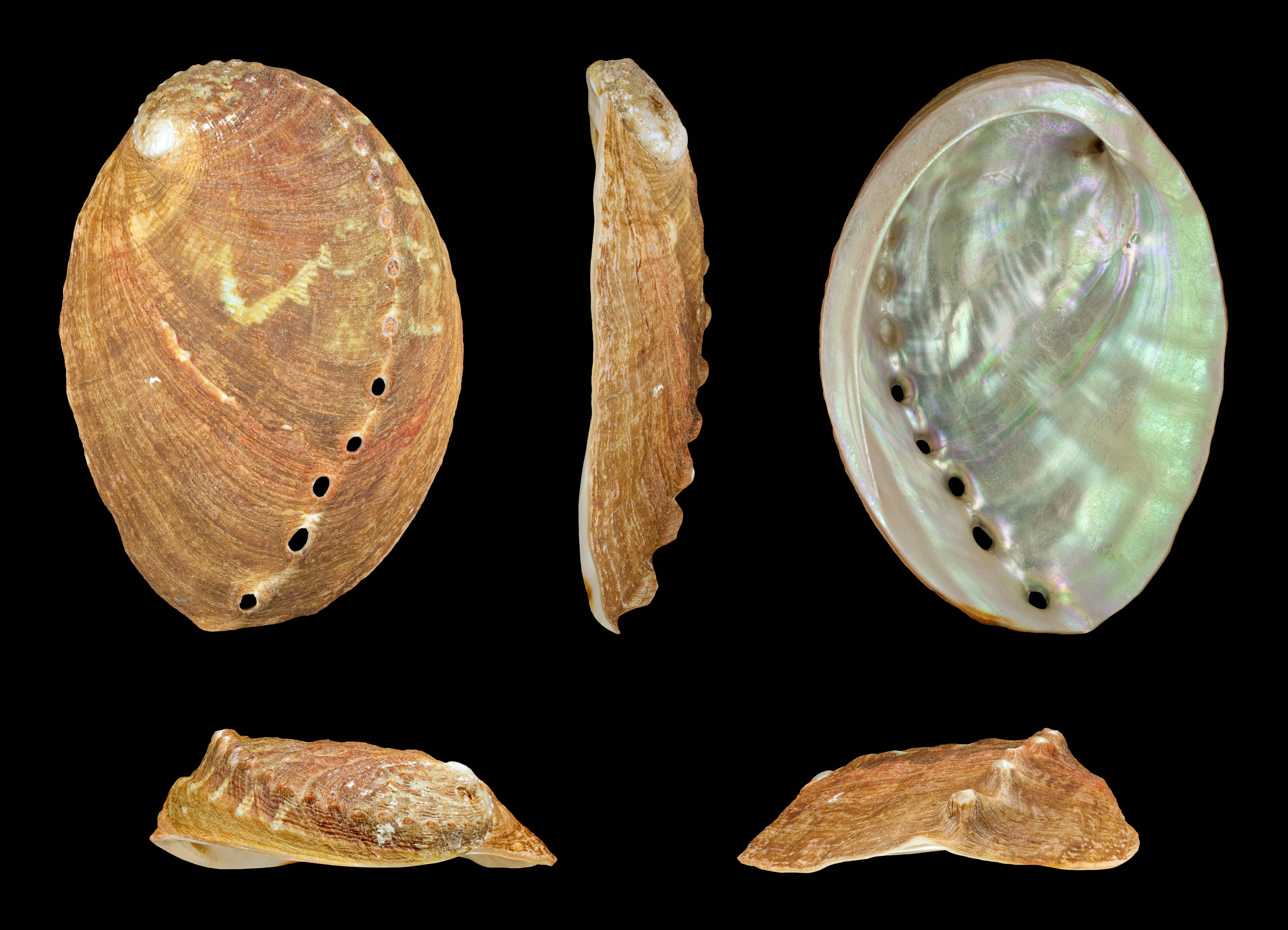
Haliotis discus discus
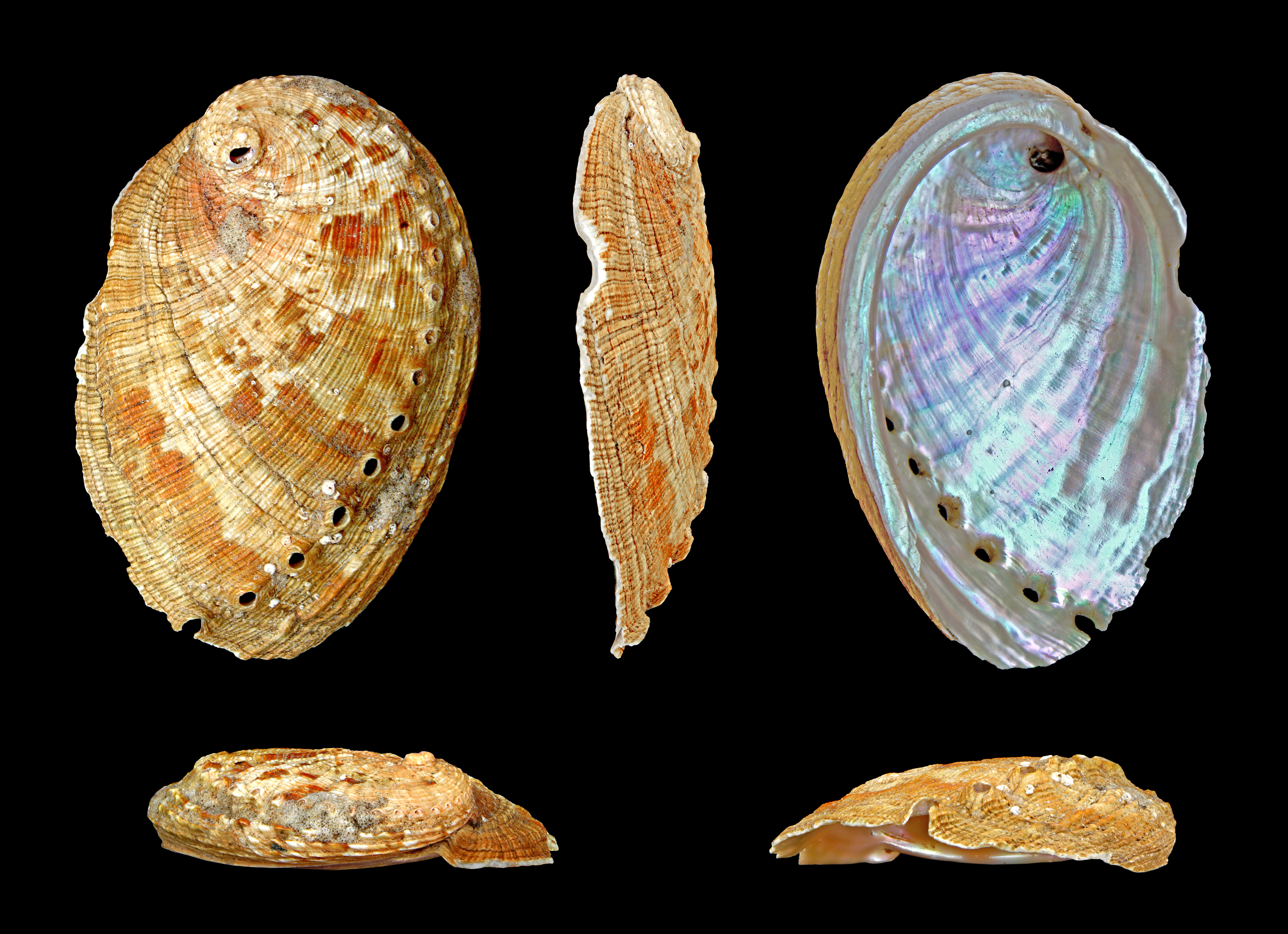
Haliotis diversicolor
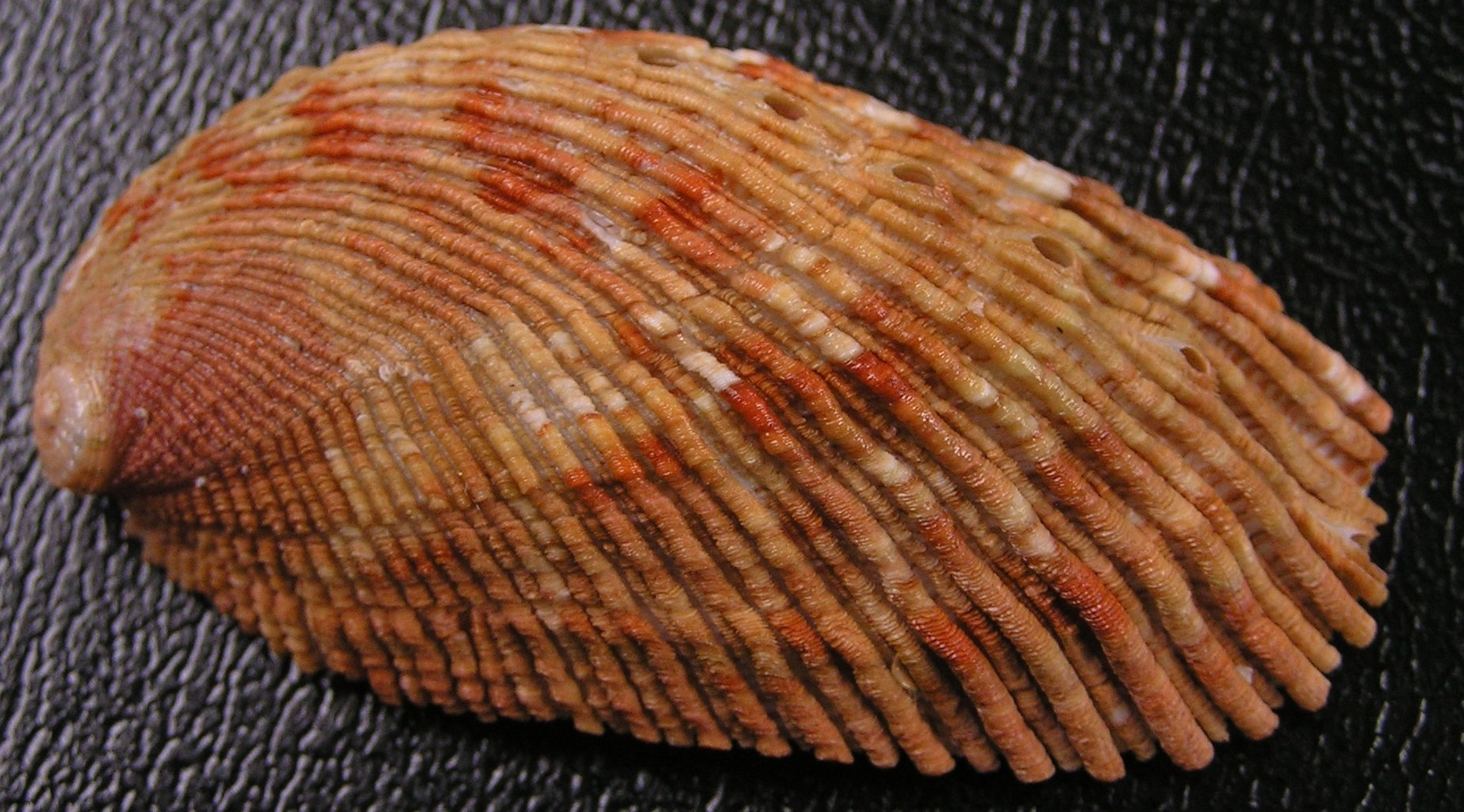
Haliotis elegans
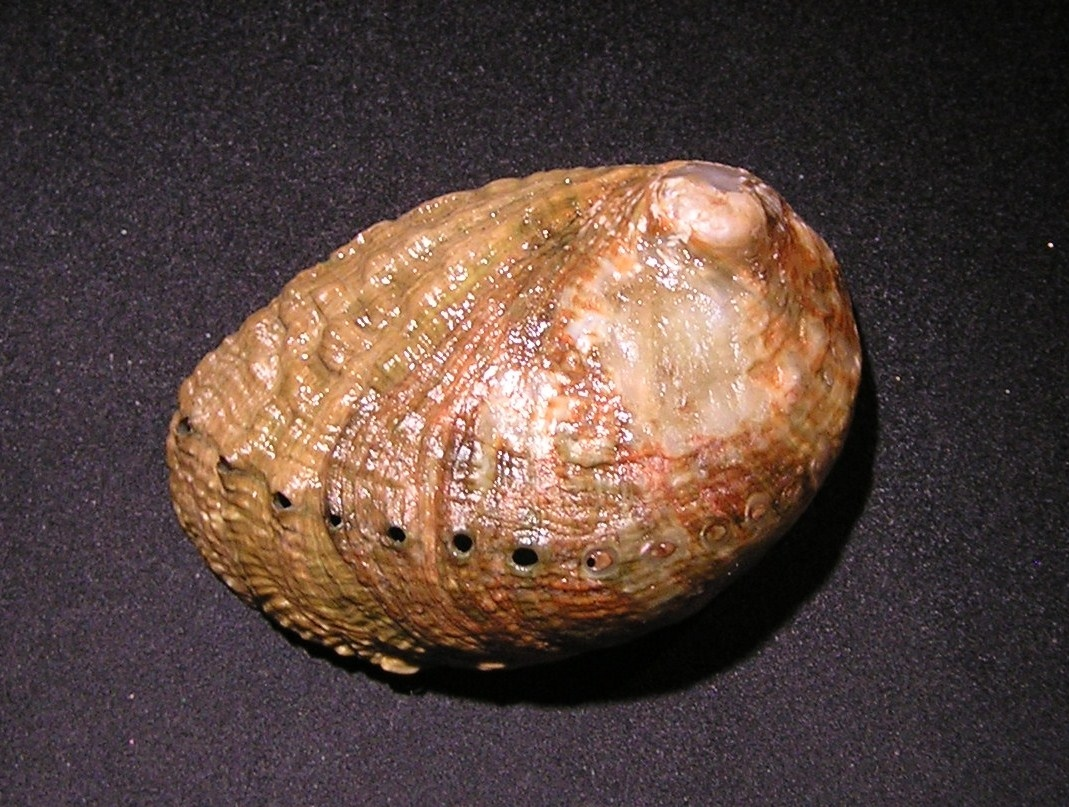
Haliotis fatui
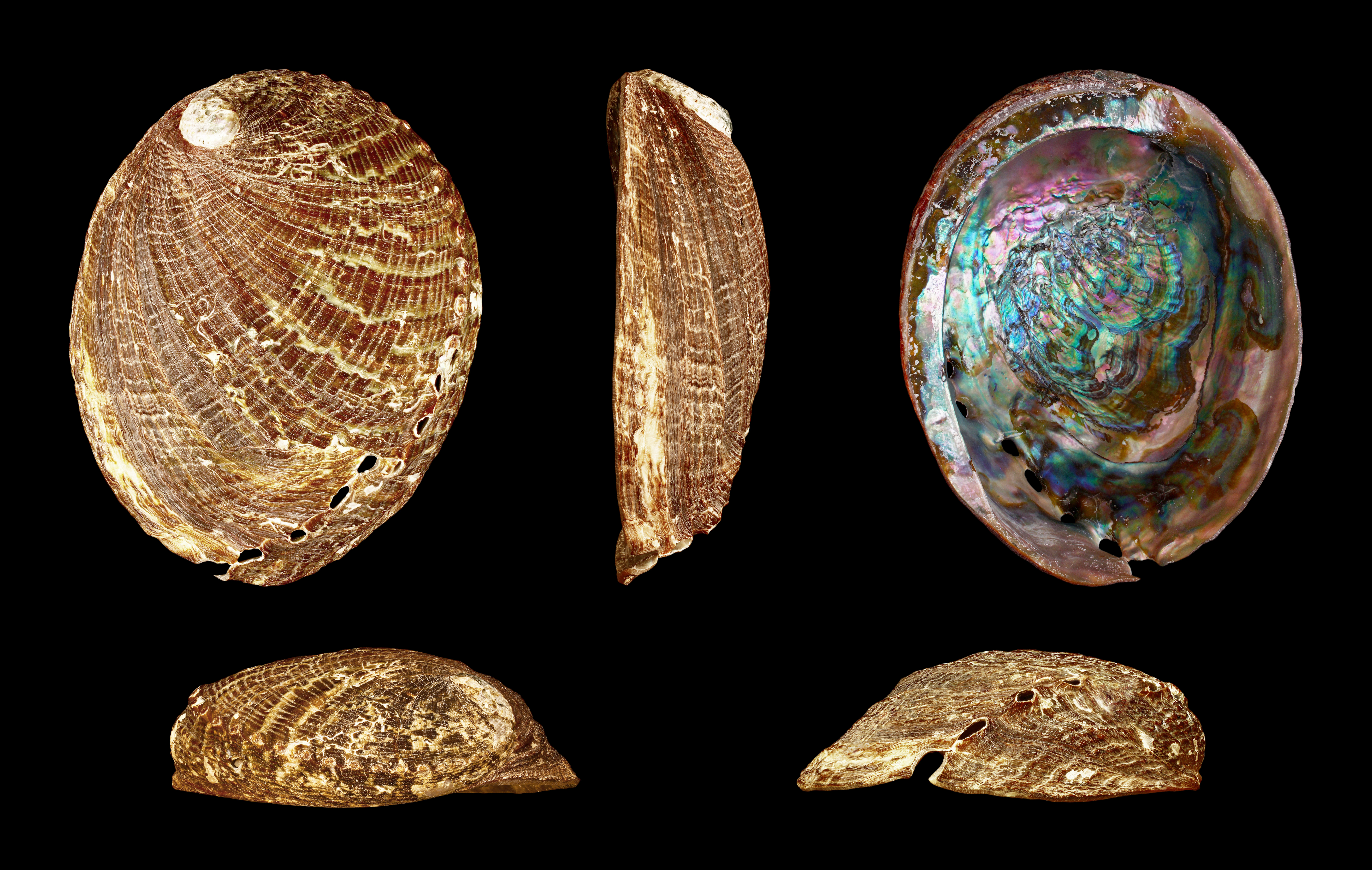
Haliotis fulgens fulgens
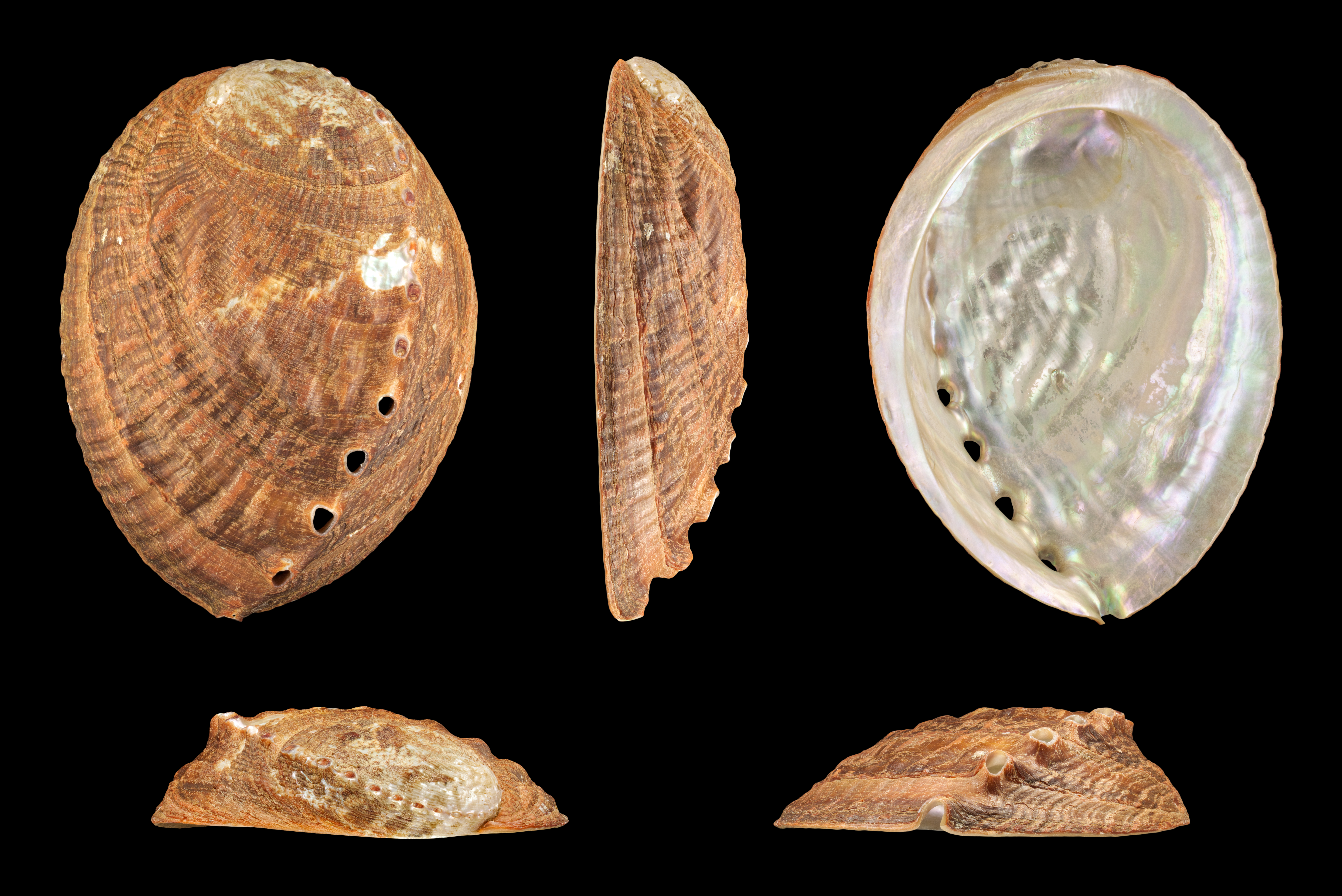
Haliotis gigantea f. sieboldii
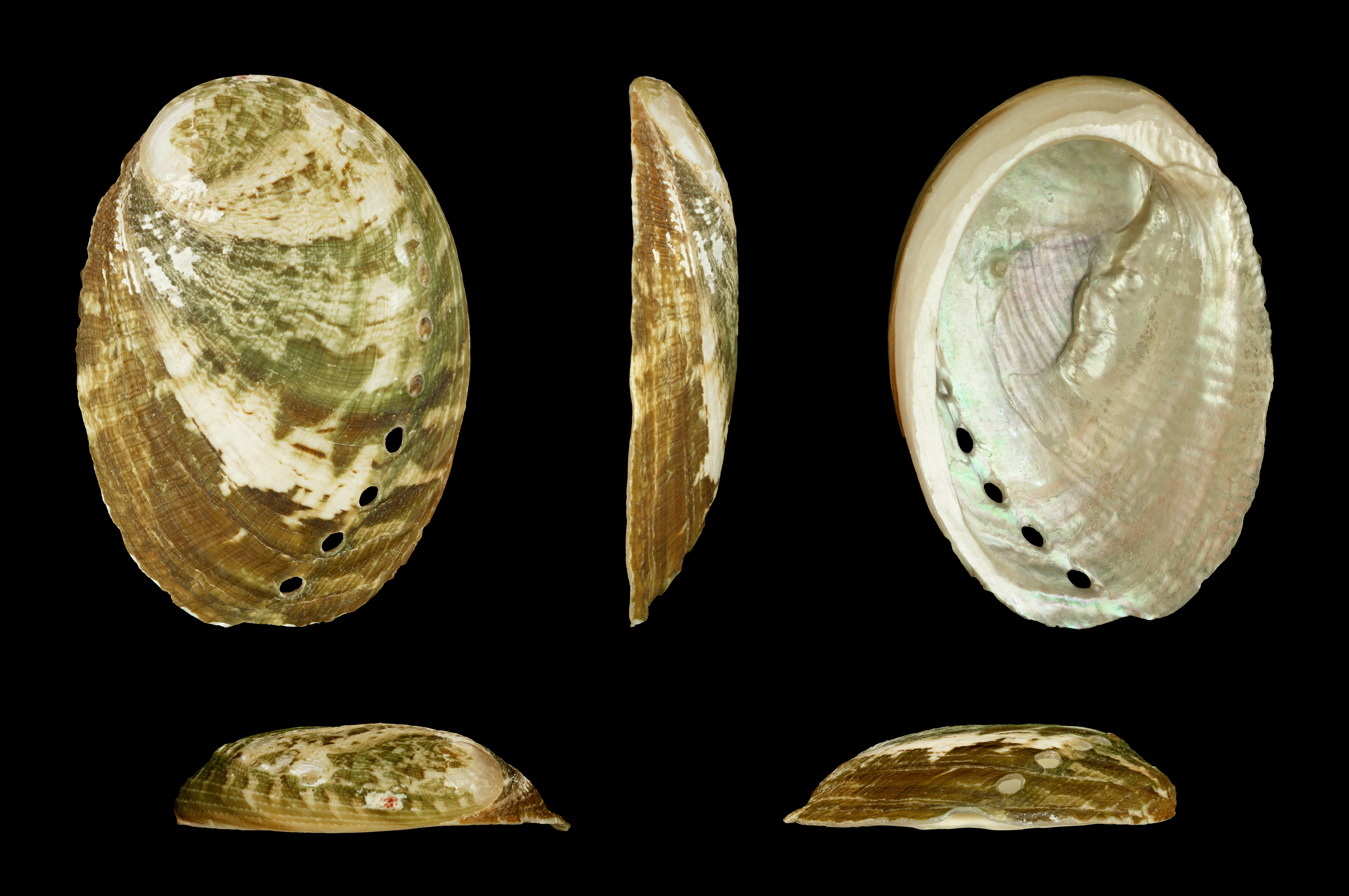
Haliotis glabra
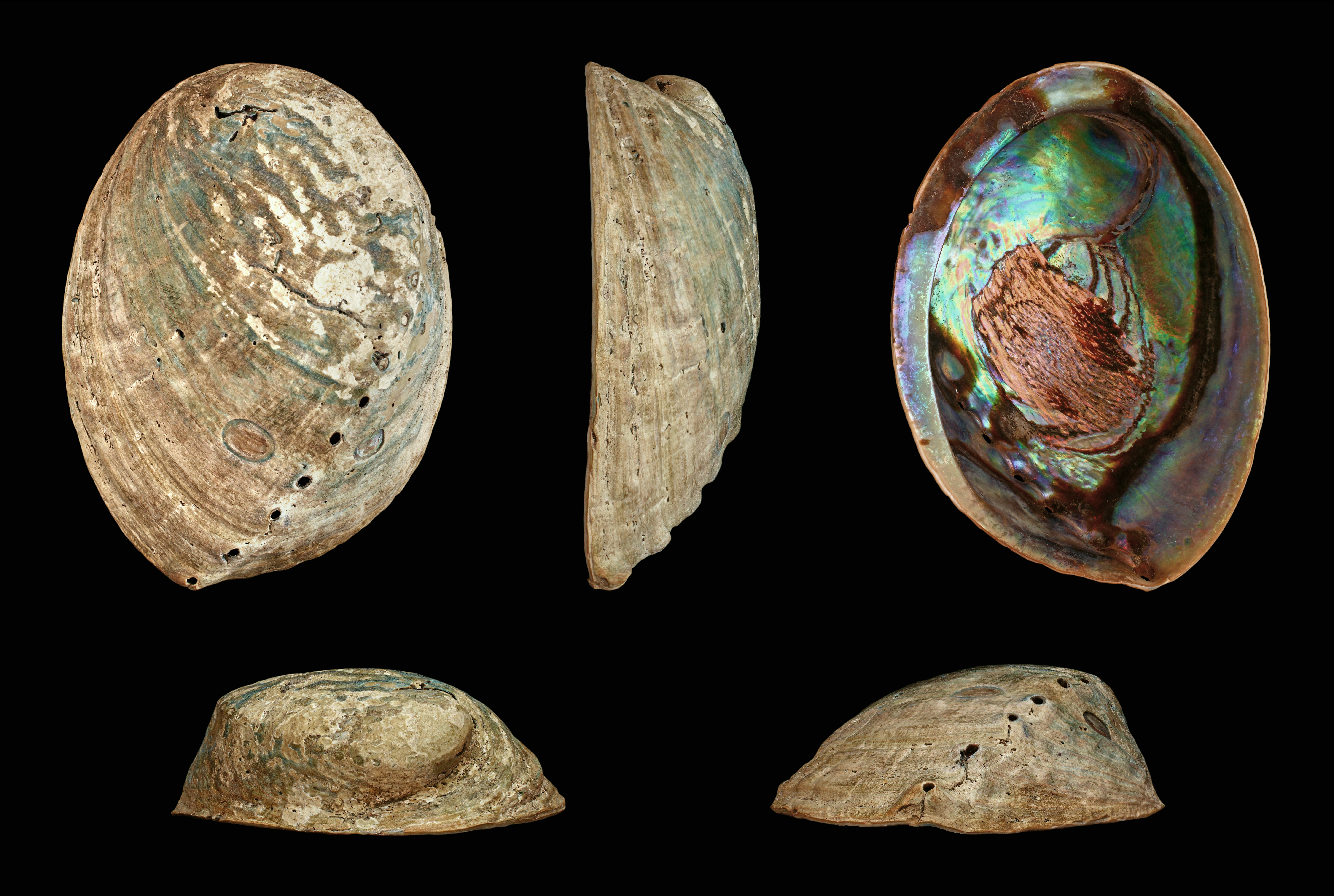
Haliotis iris
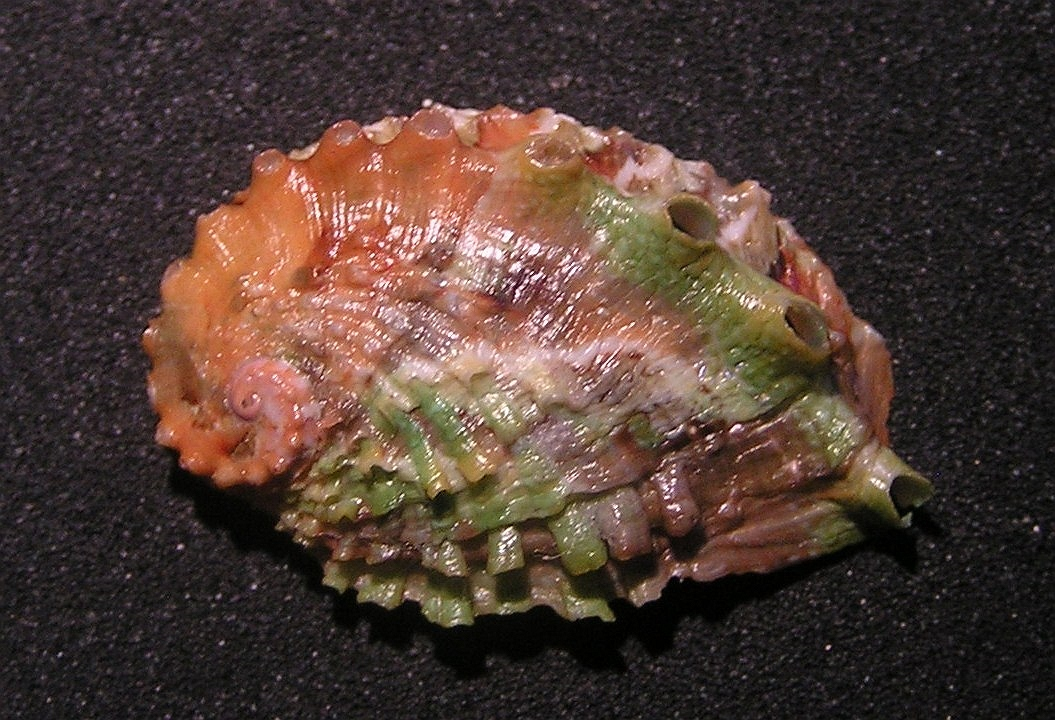
Haliotis jacnensis
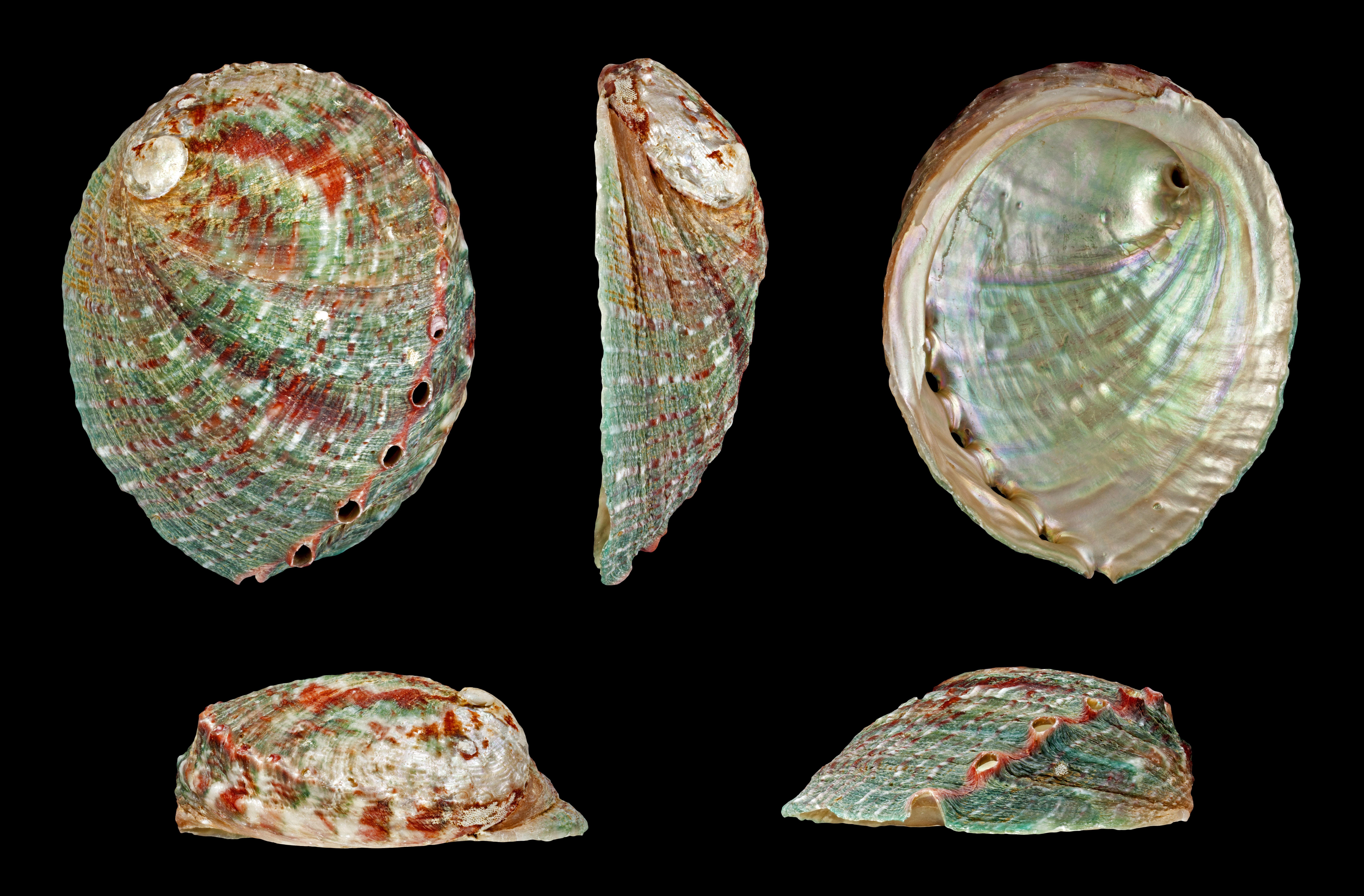
Haliotis kamtschatkana assimilis
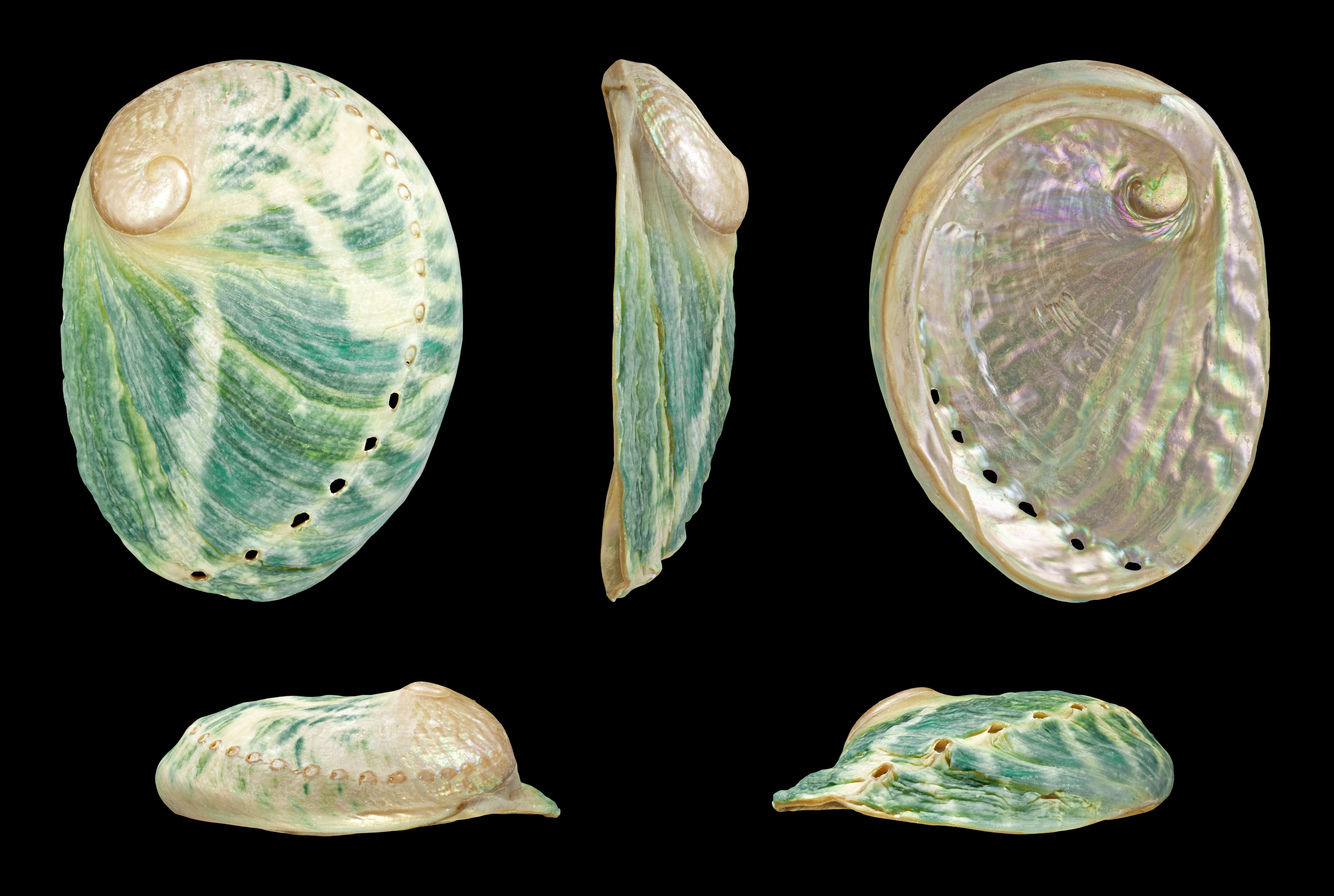
Haliotis laevigata
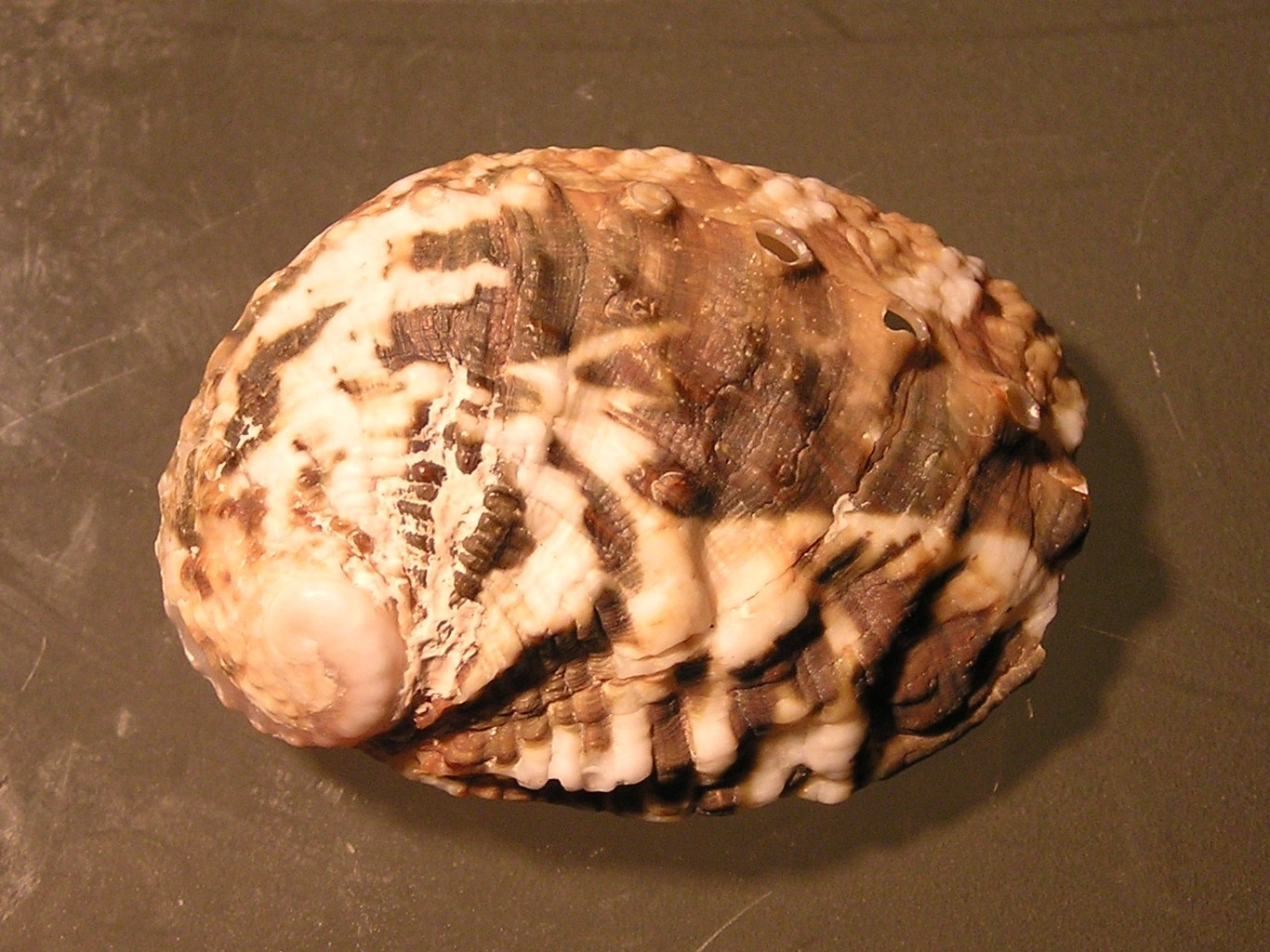
Haliotis madaka
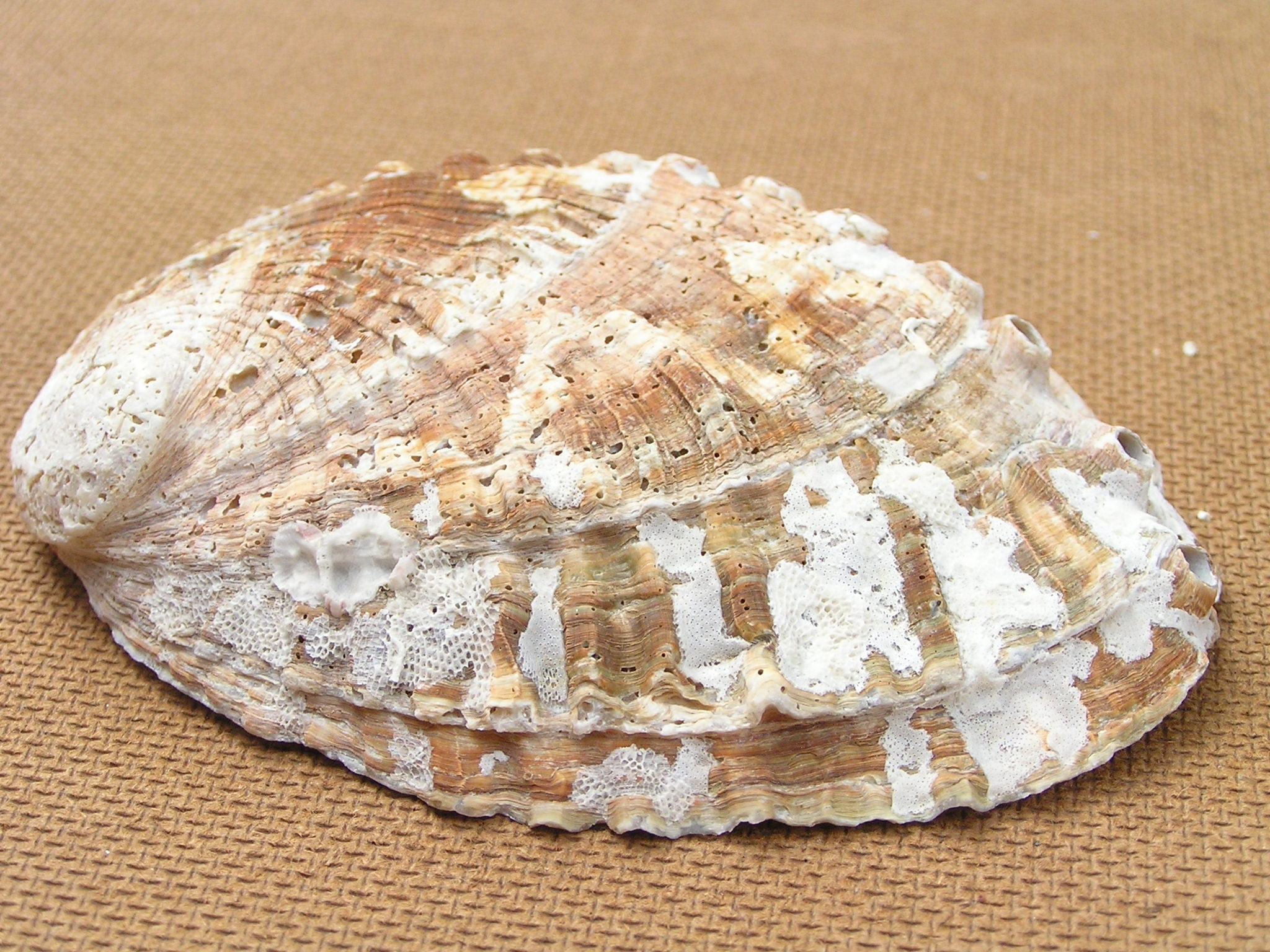
Haliotis mariae
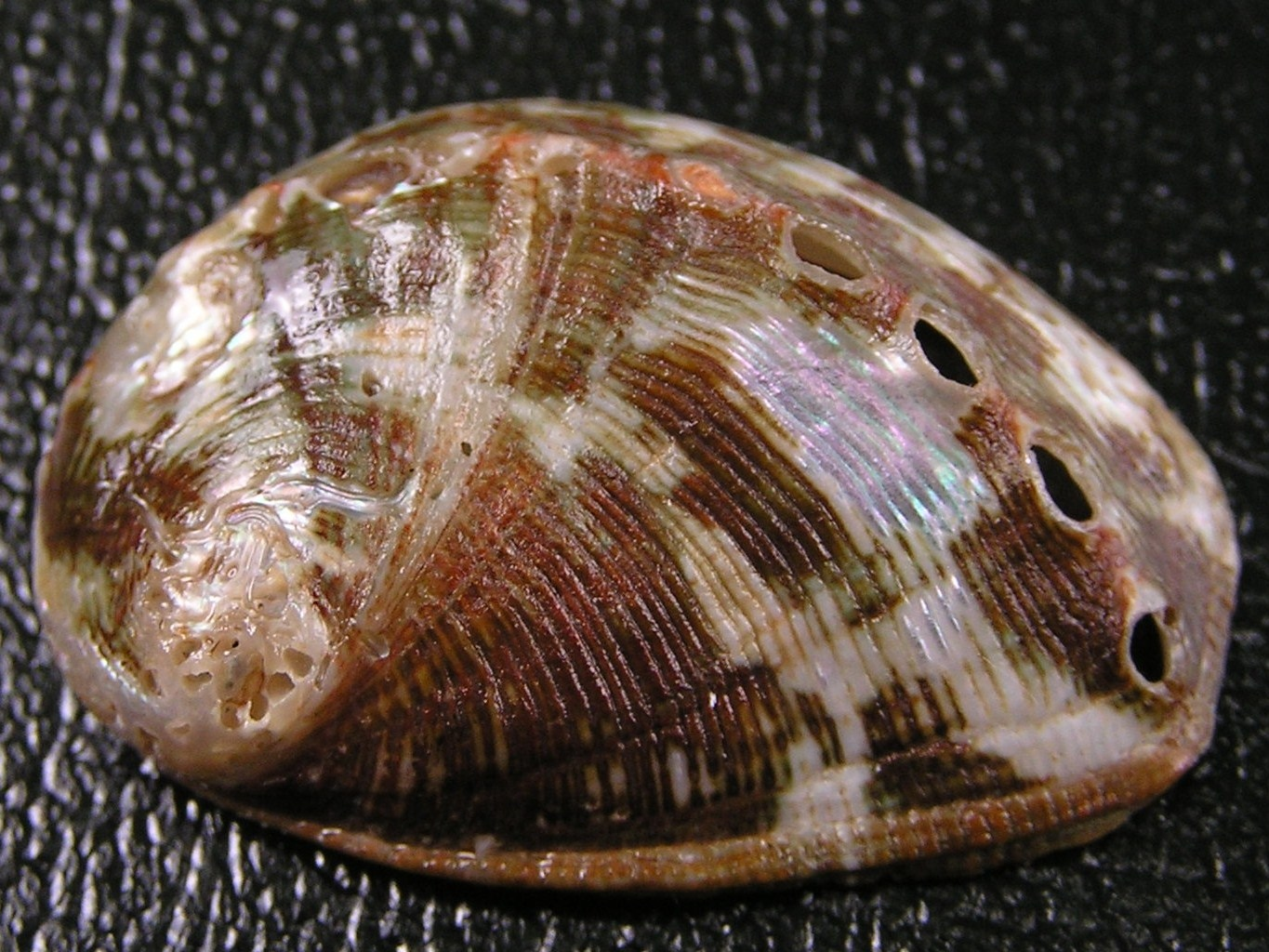
Haliotis marmorata
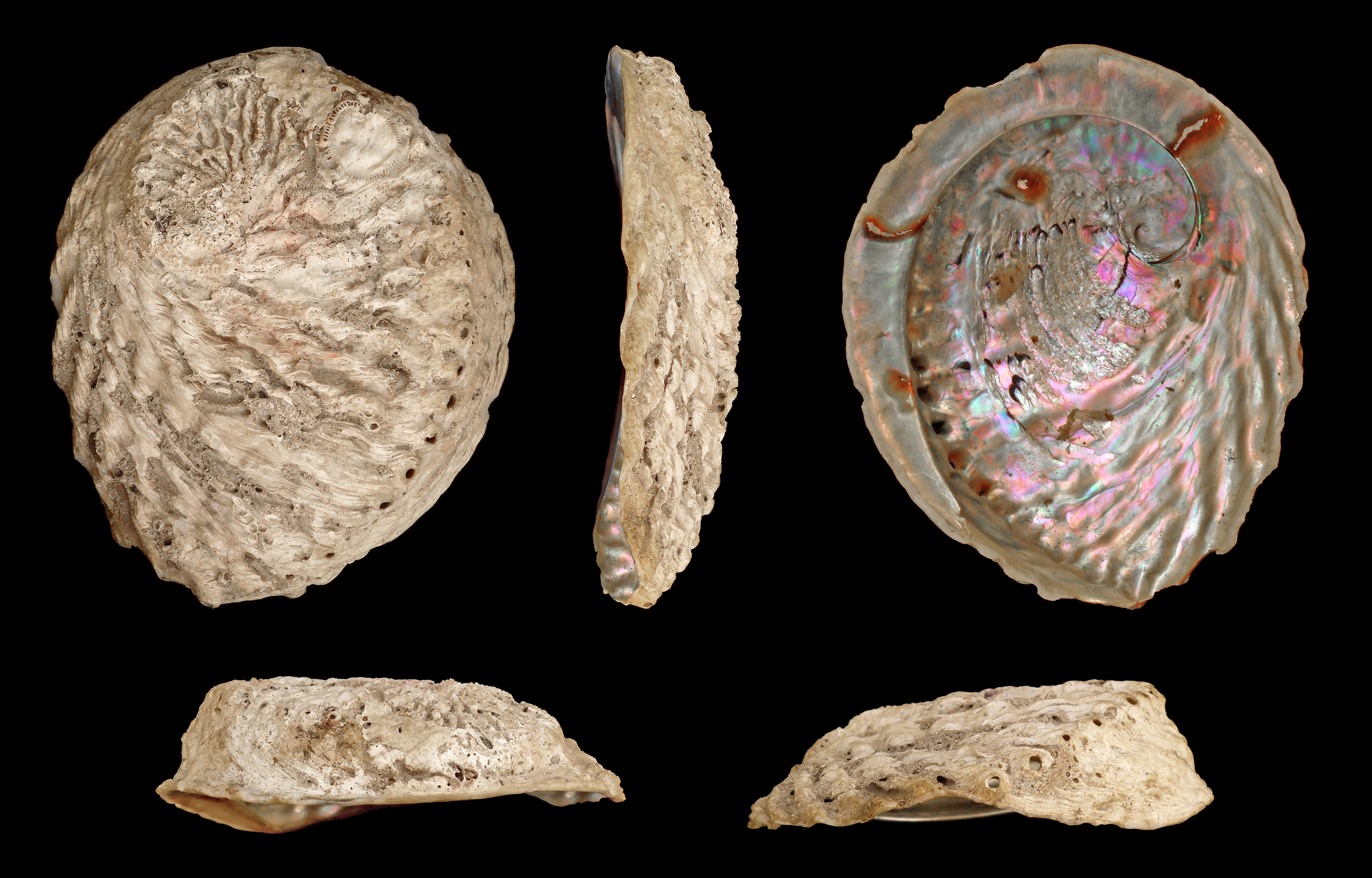
Haliotis midae
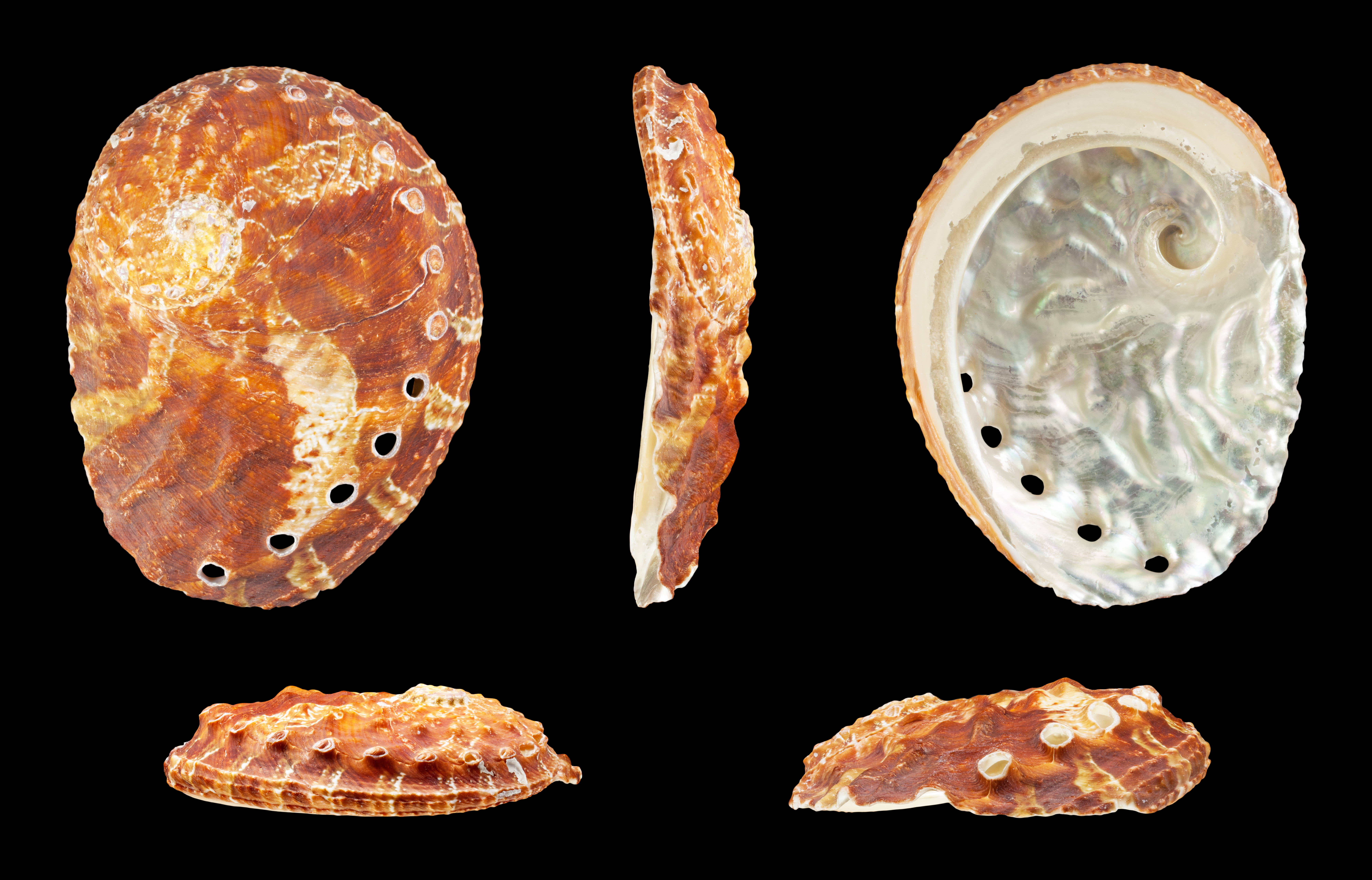
Haliotis ovina
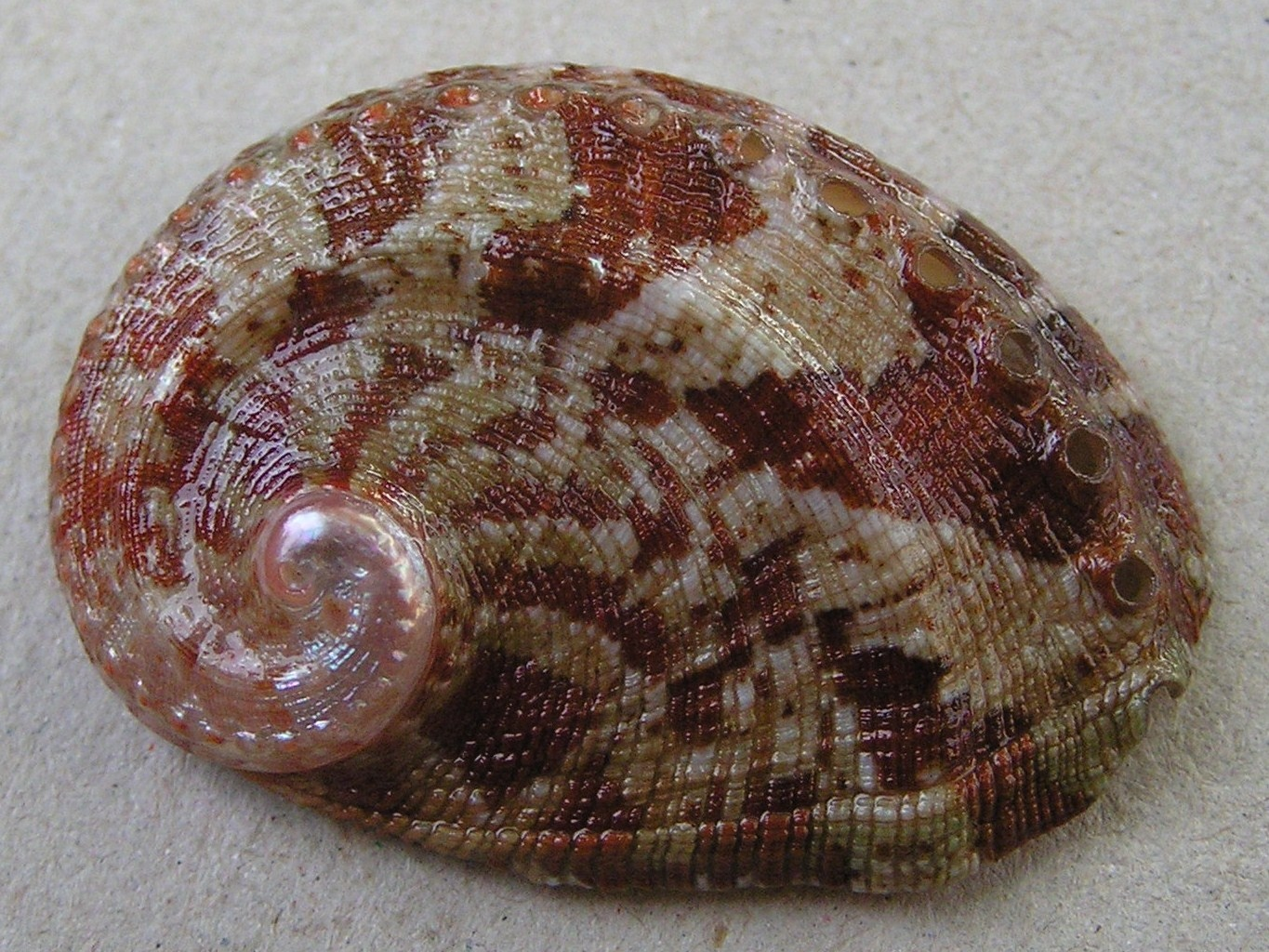
Haliotis parva
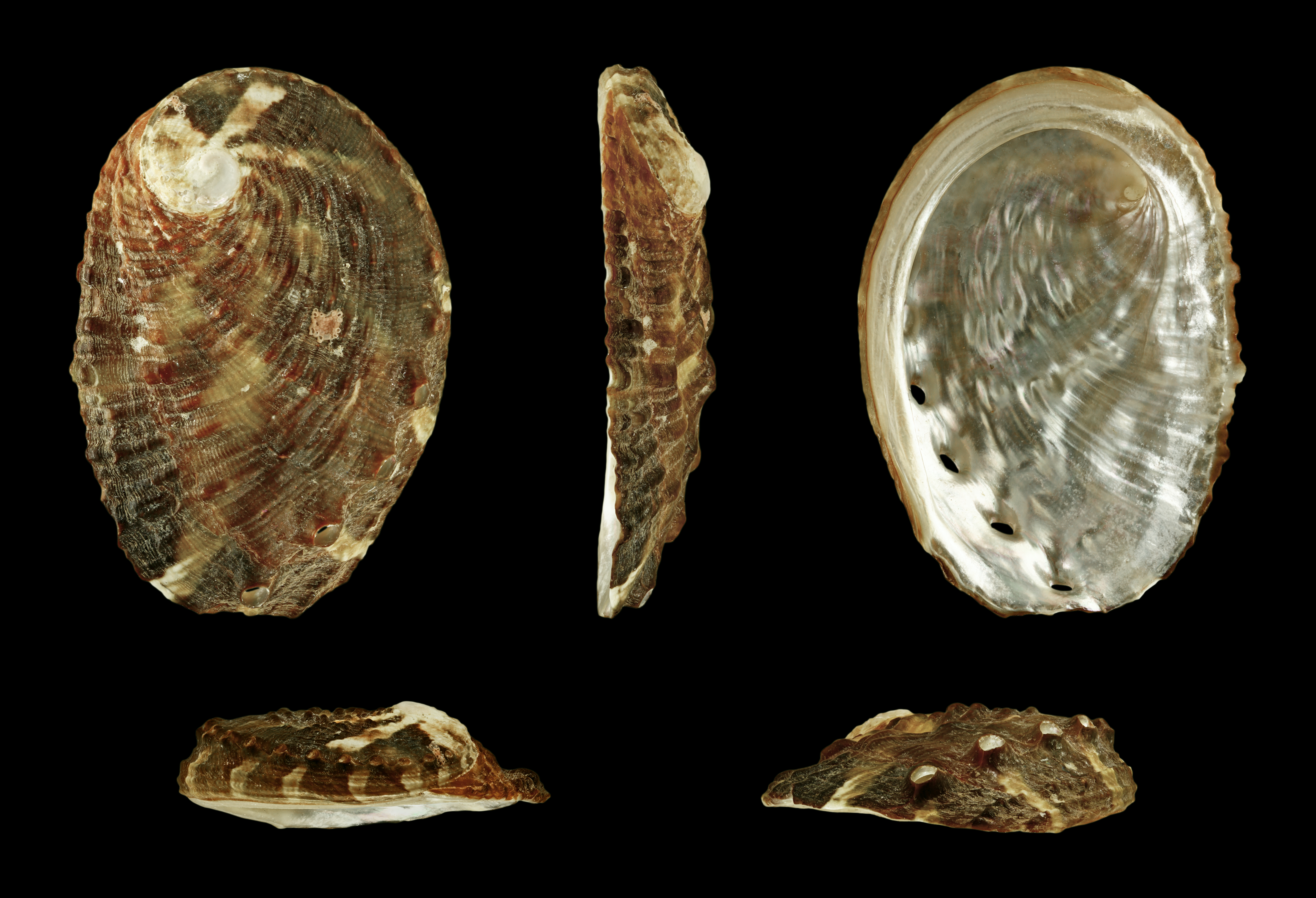
Haliotis planata
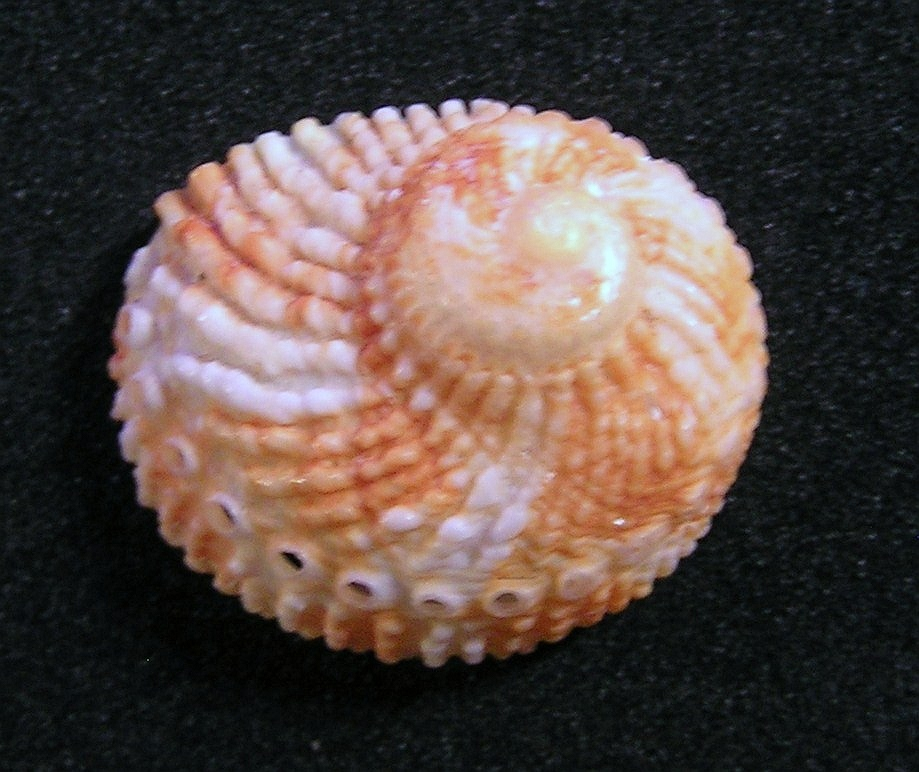
Haliotis pulcherrima
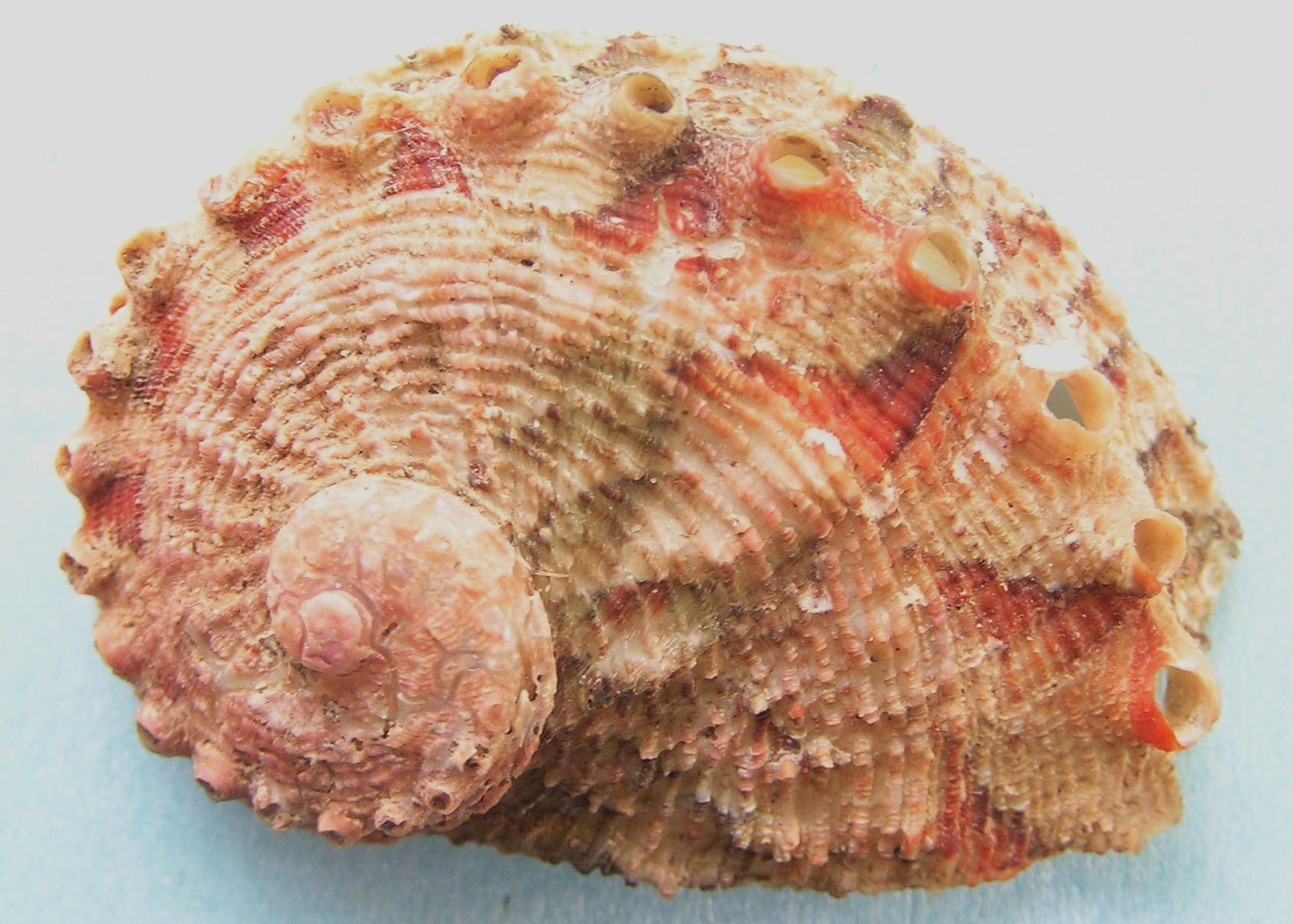
Haliotis queketti
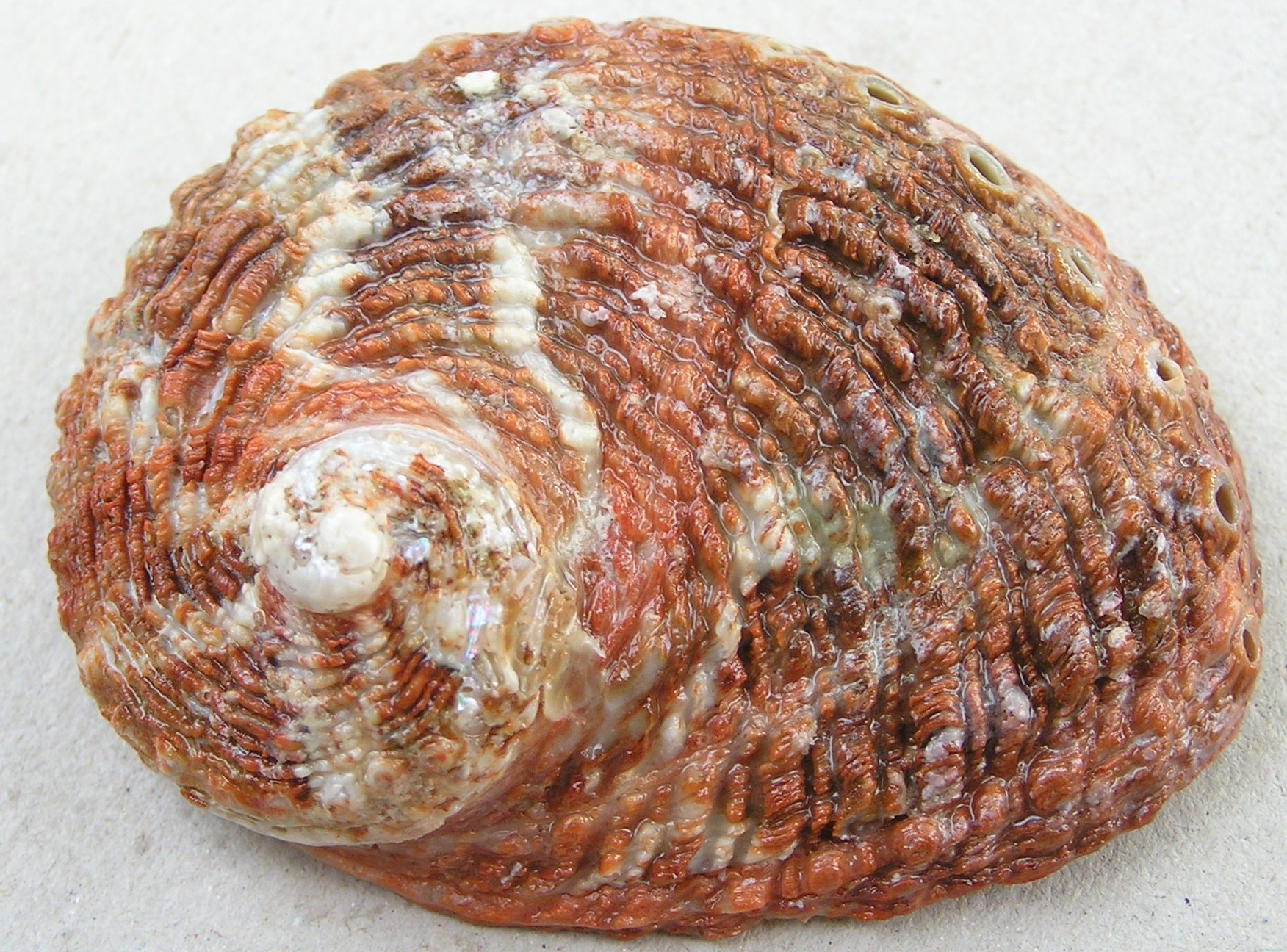
Haliotis roei
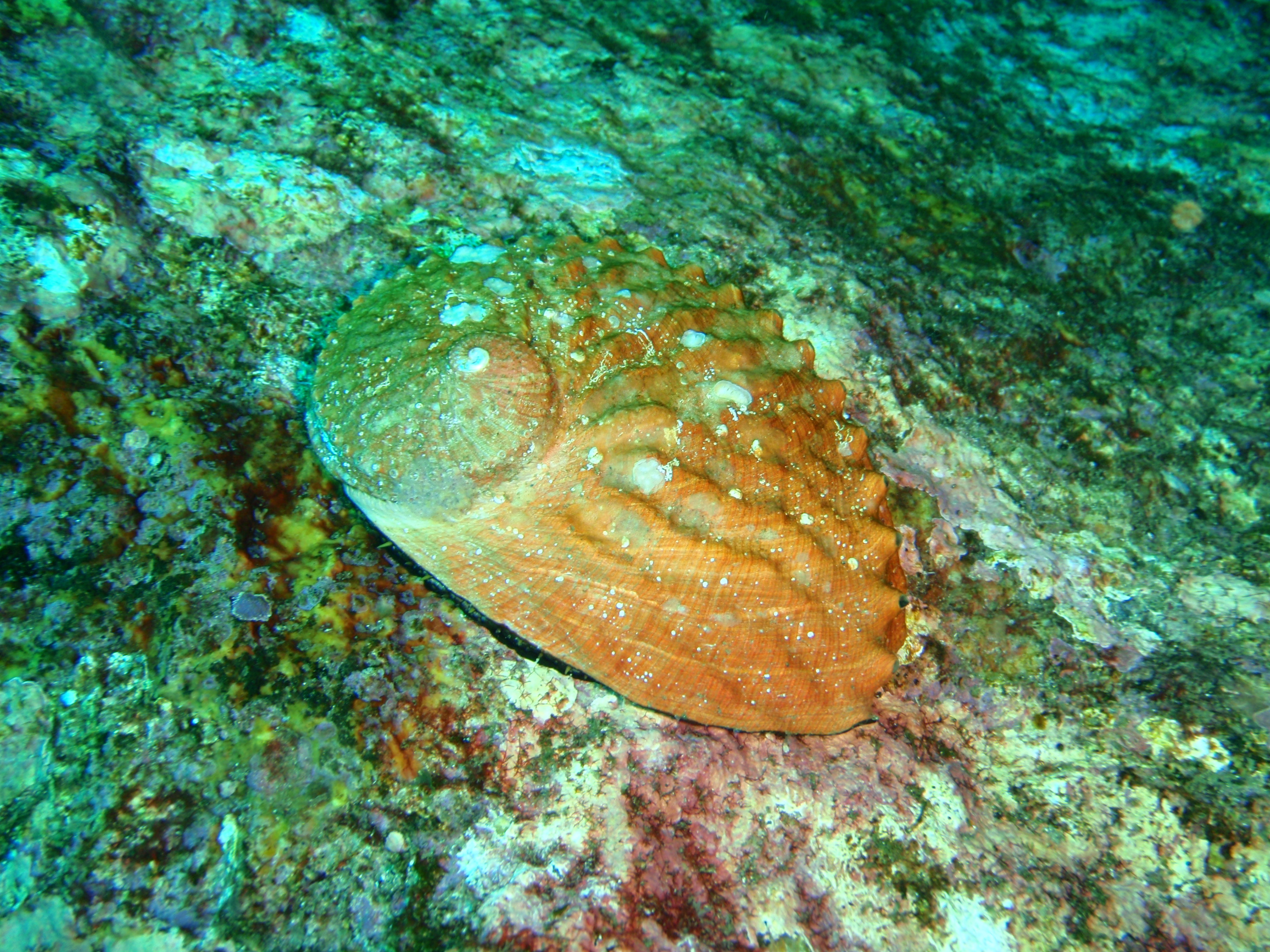
Haliotis rubra
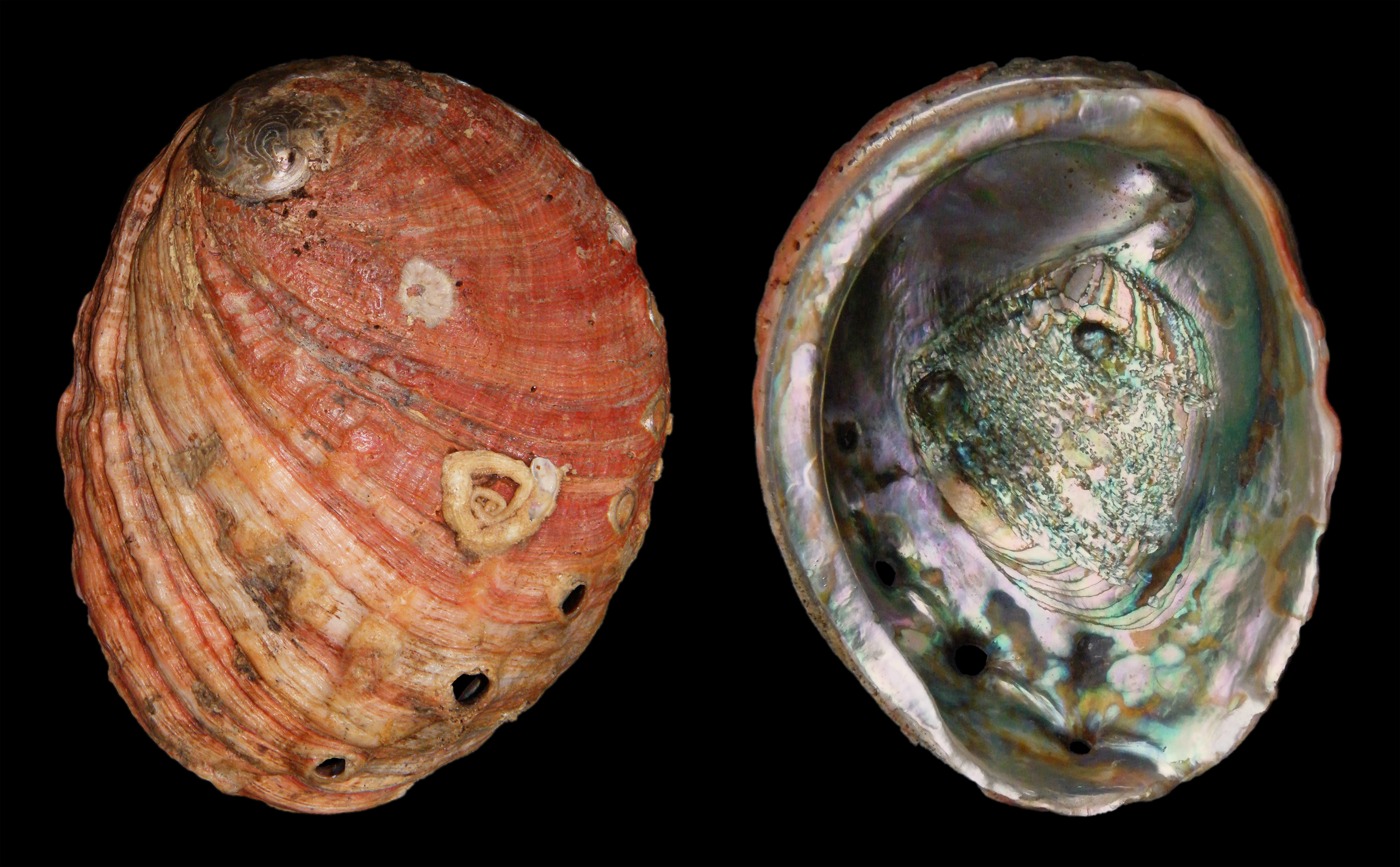
Haliotis rufescens
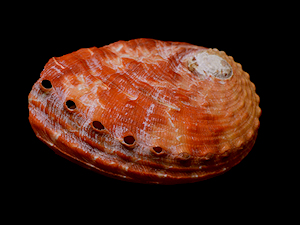
Haliotis rugosa
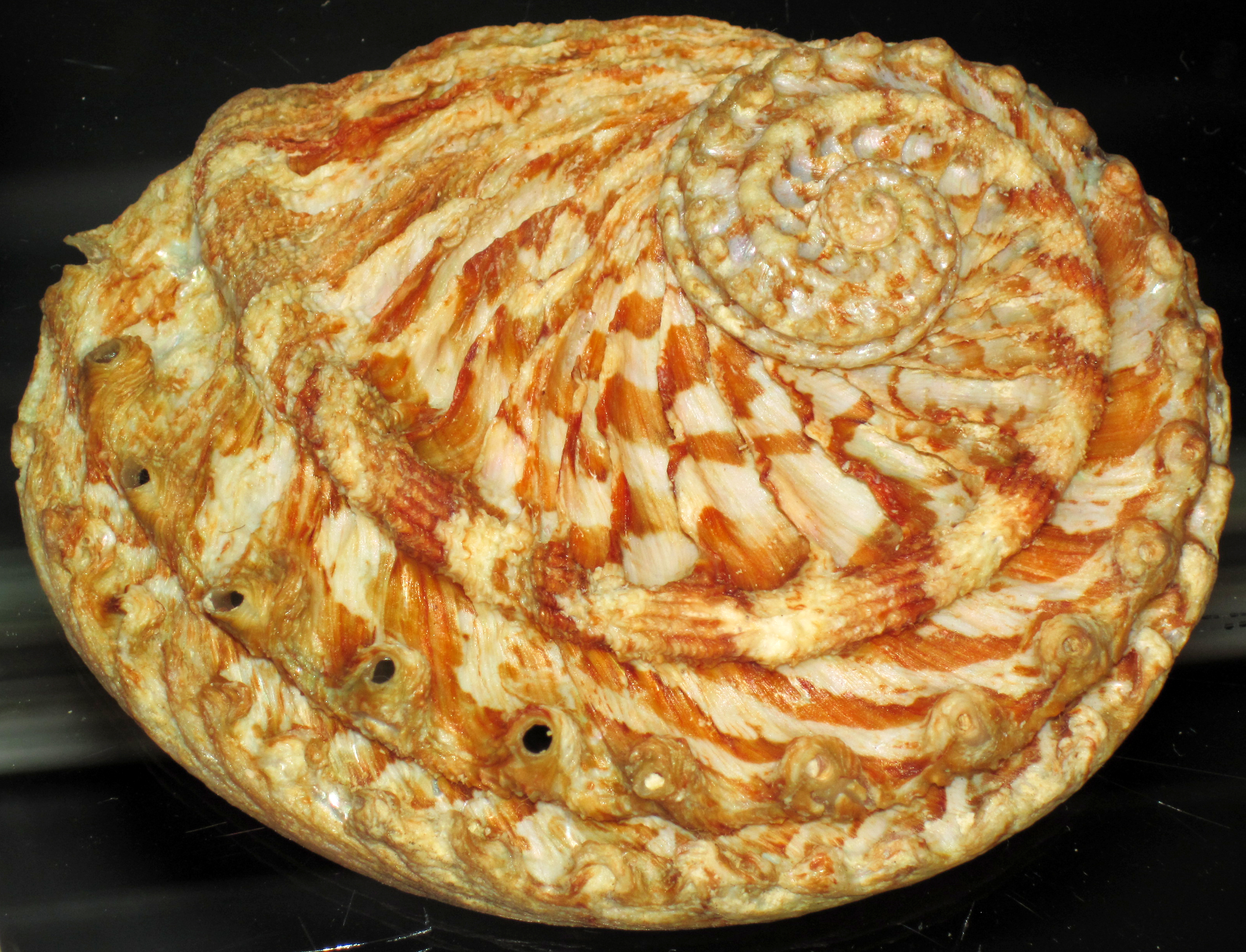
Haliotis scalaris
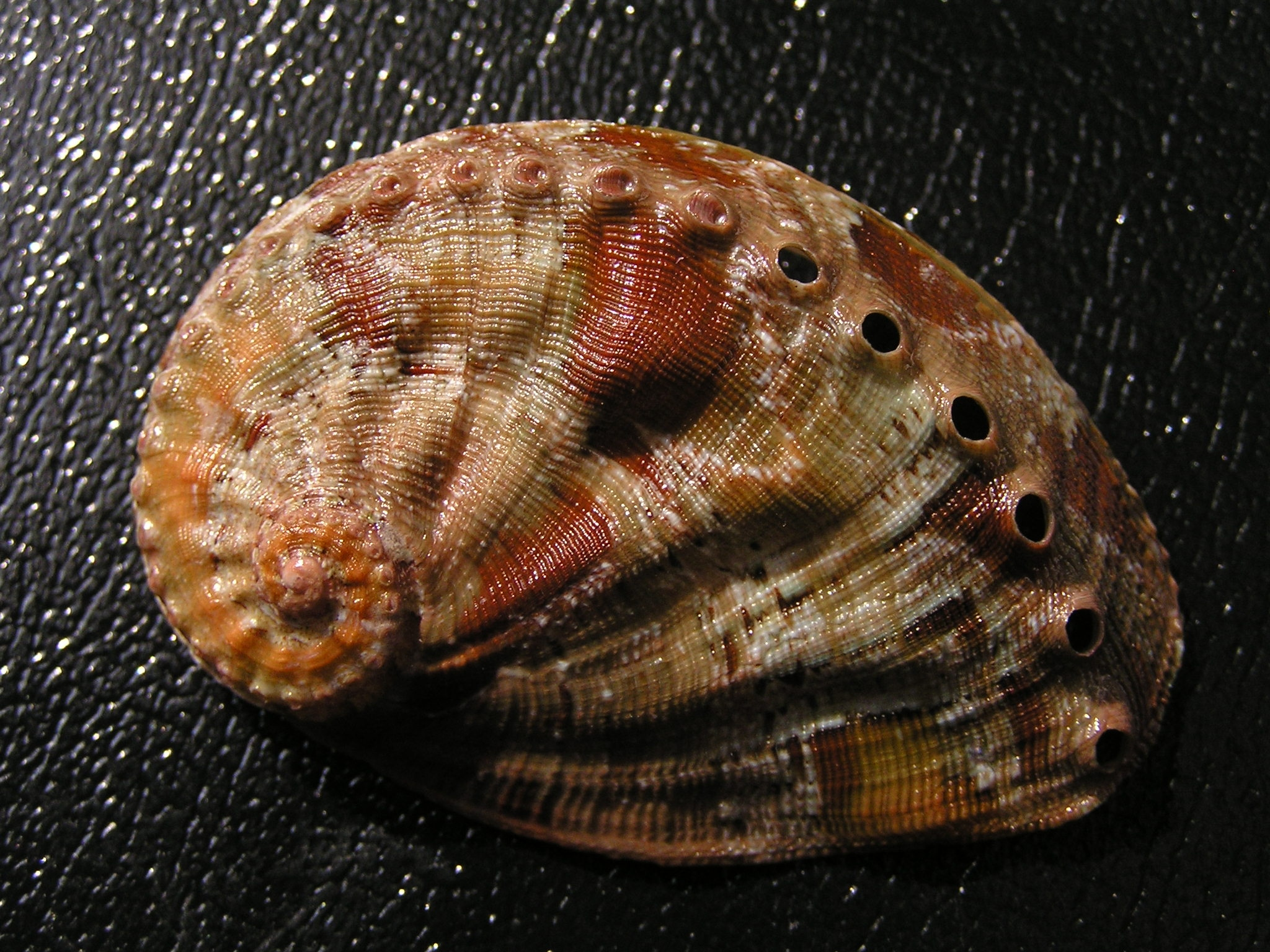
Haliotis semiplicata
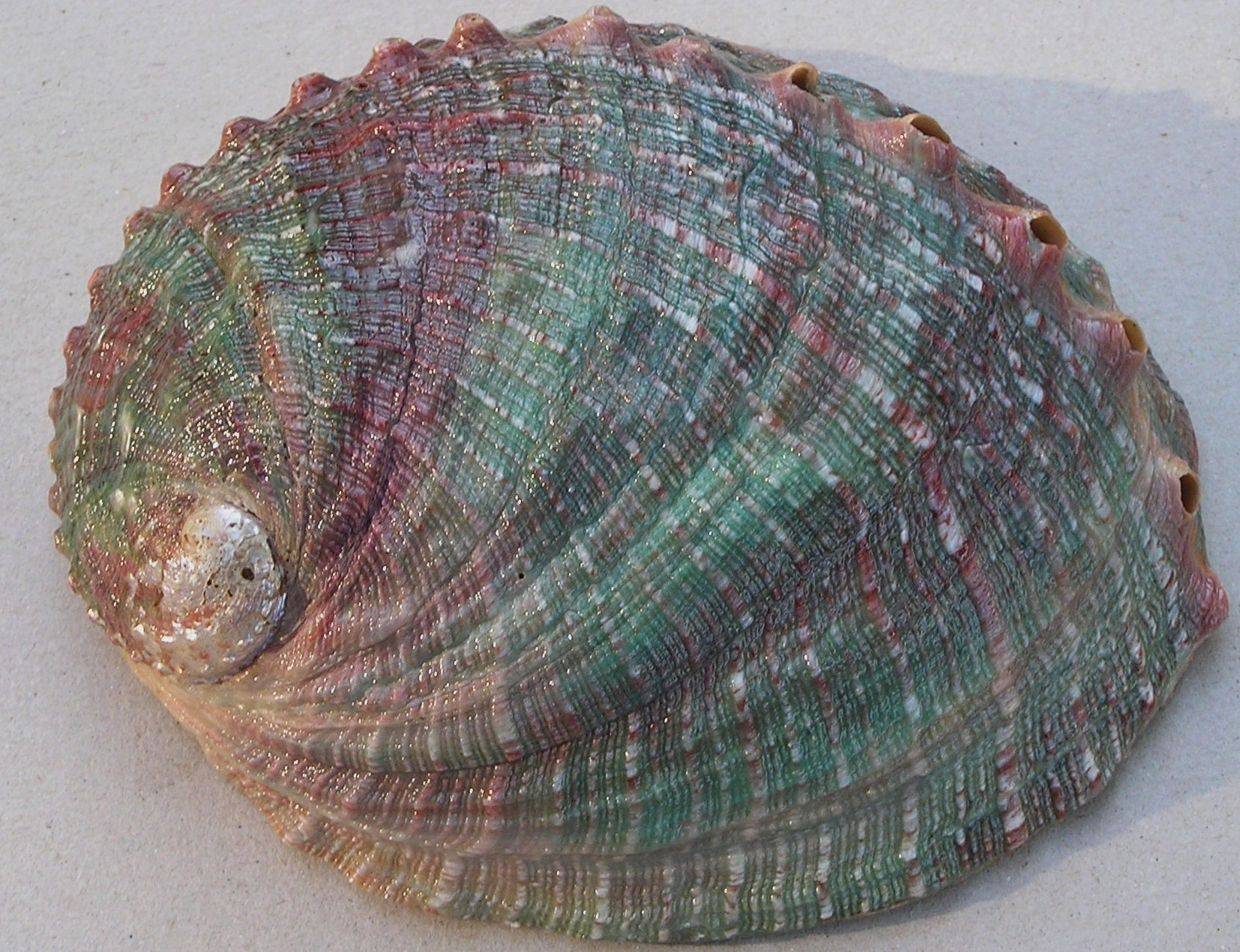
Haliotis sorenseni
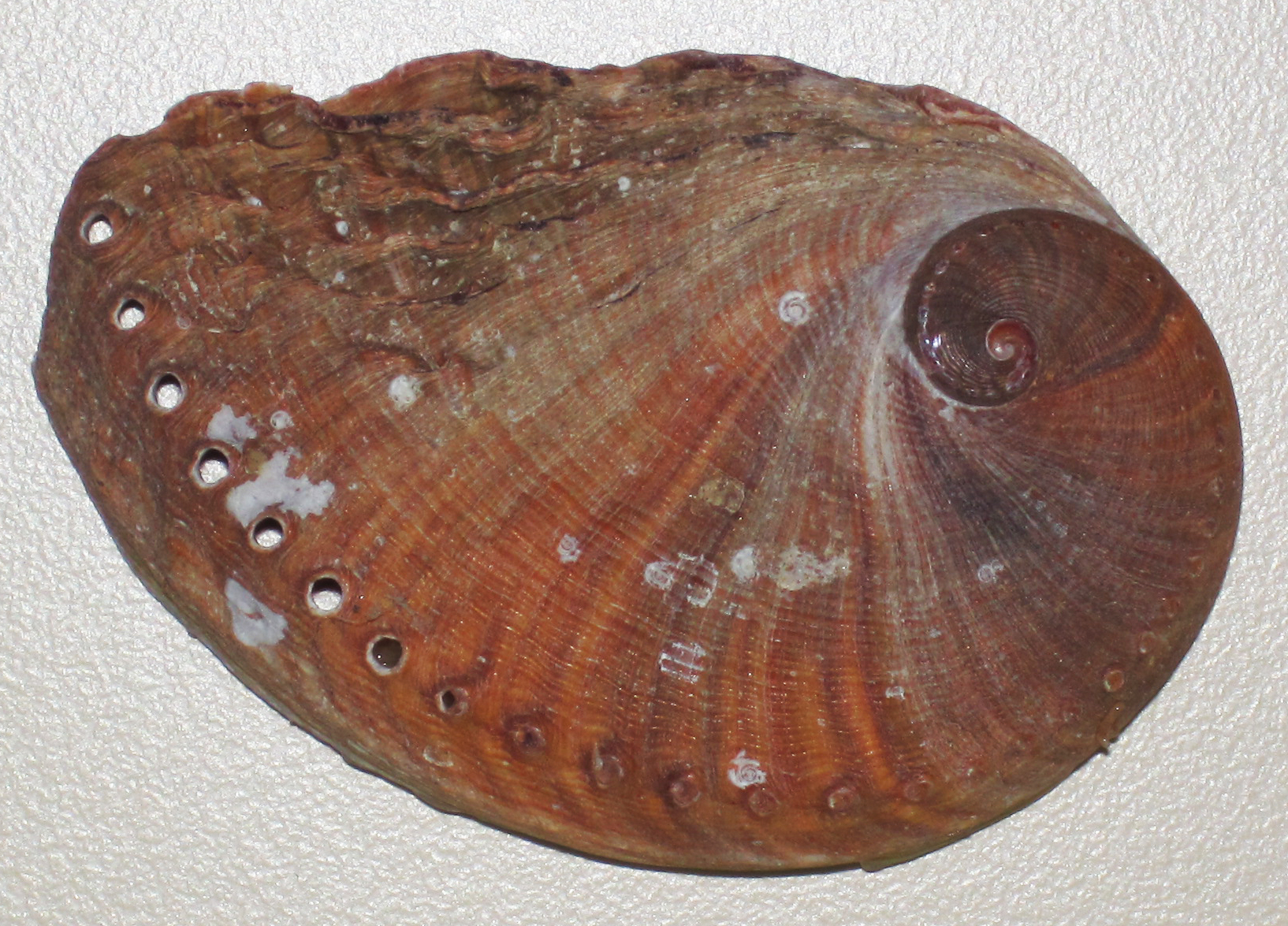
Haliotis spadicea
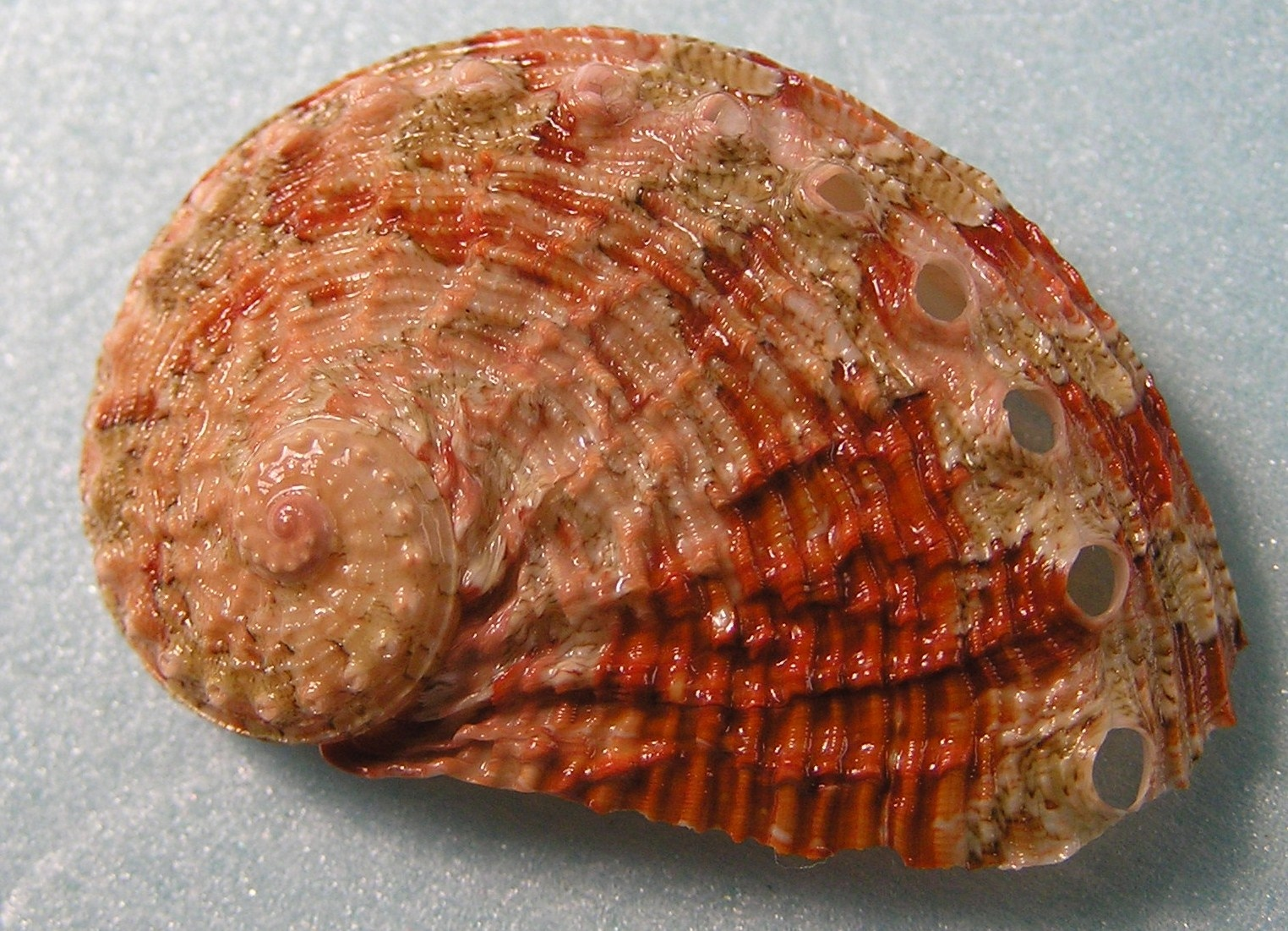
Haliotis squamosa
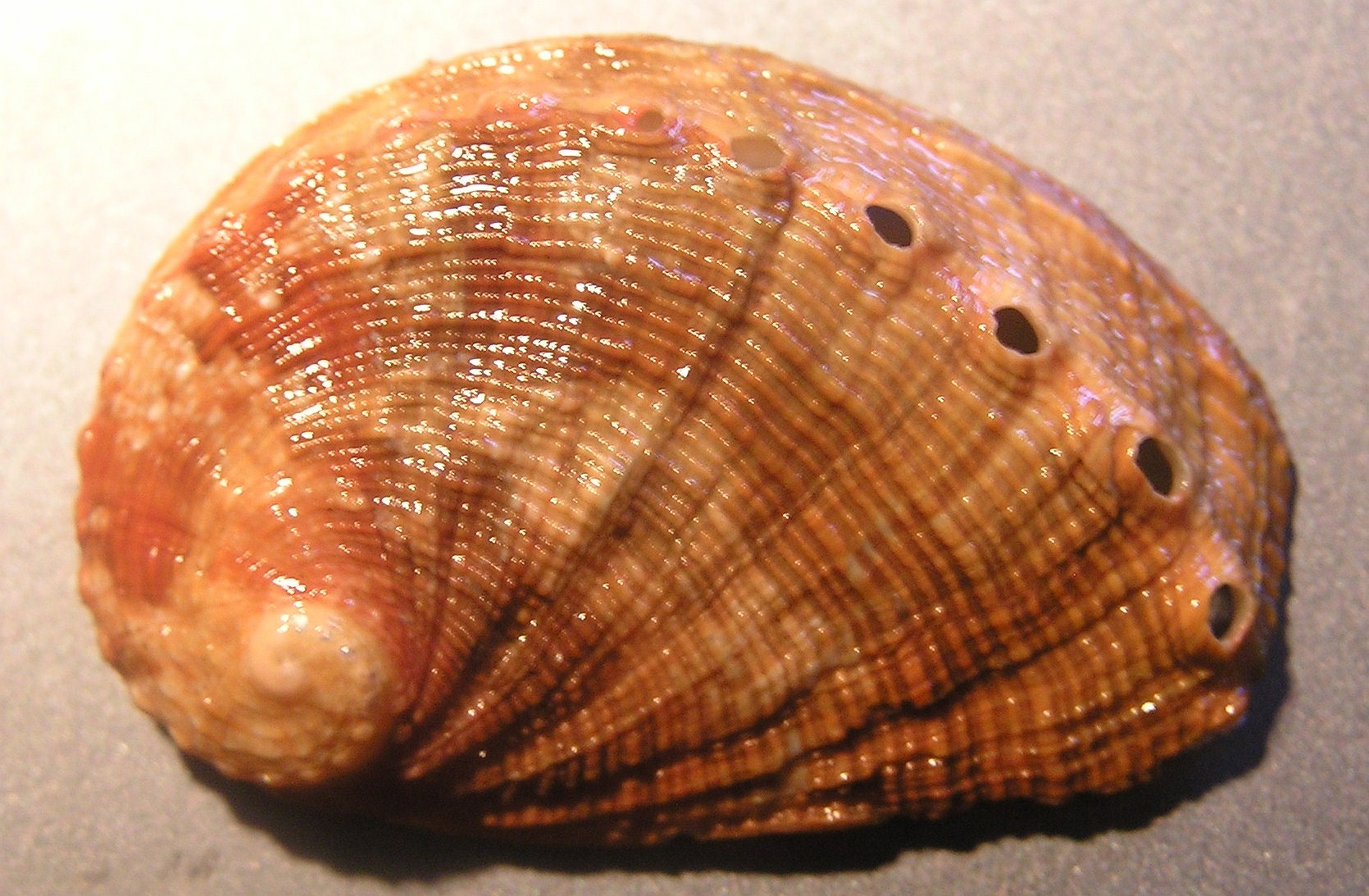
Haliotis stomatiaeformis
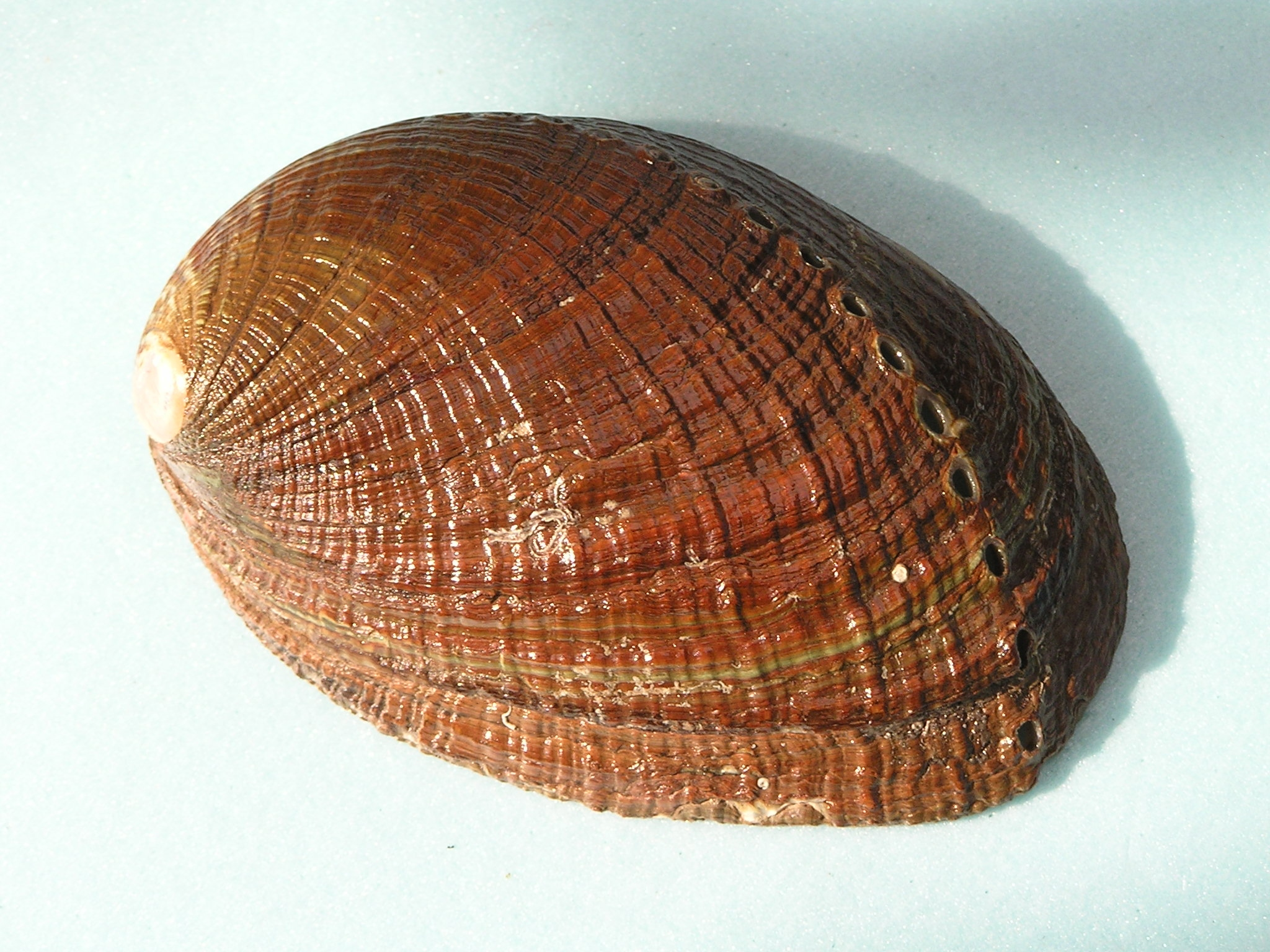
Haliotis supertexta
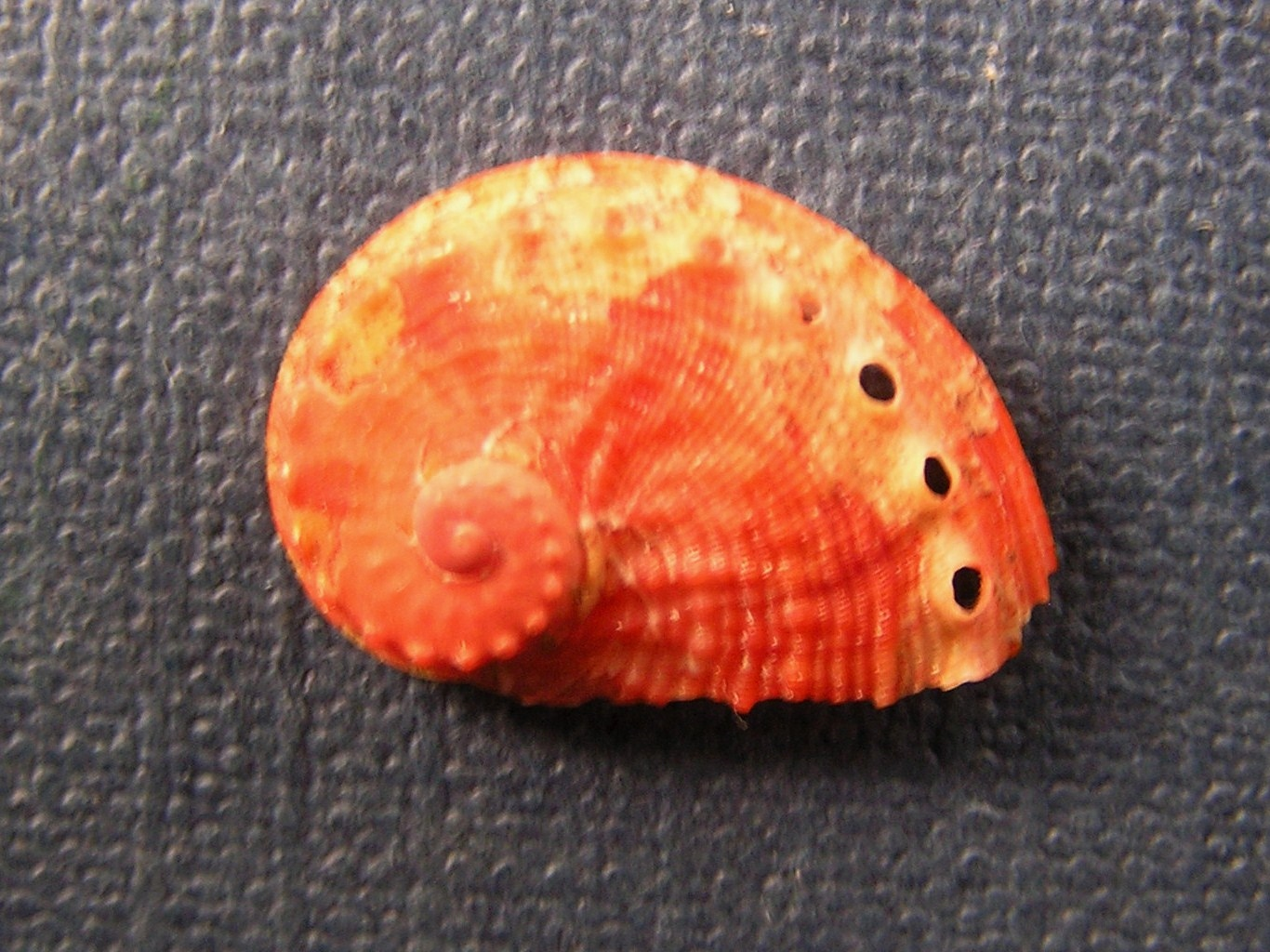
Haliotis thailandis
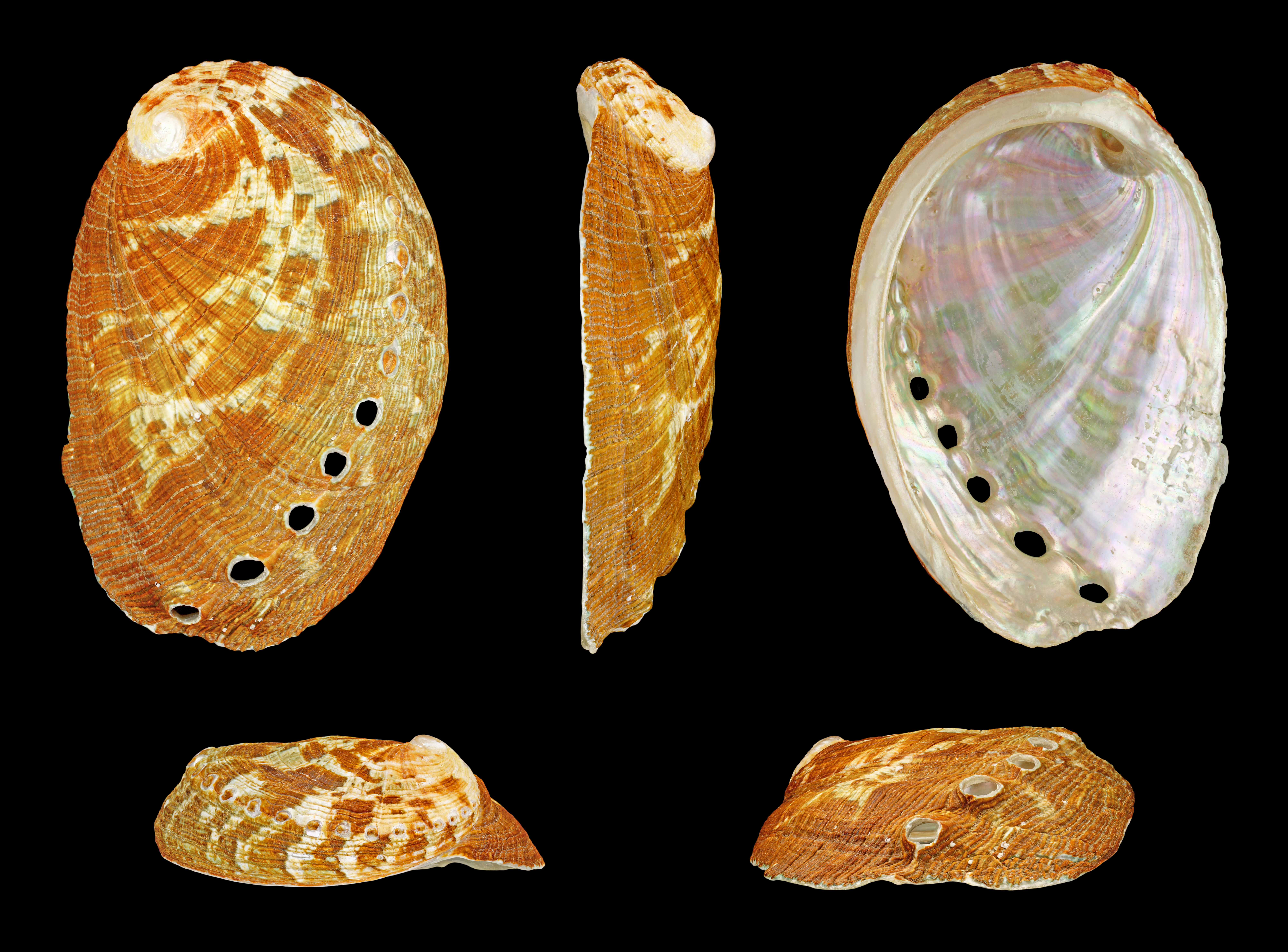
Haliotis tuberculata
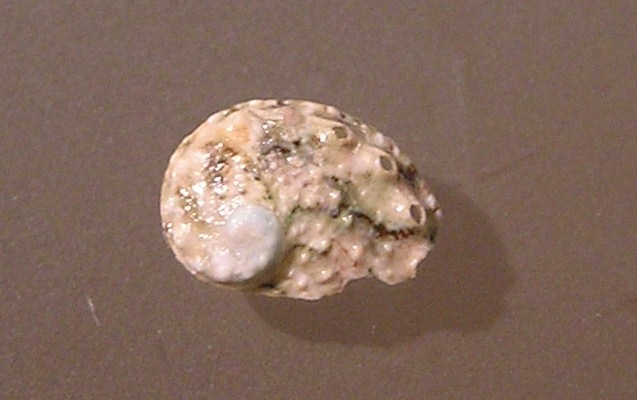
Haliotis unilateralis
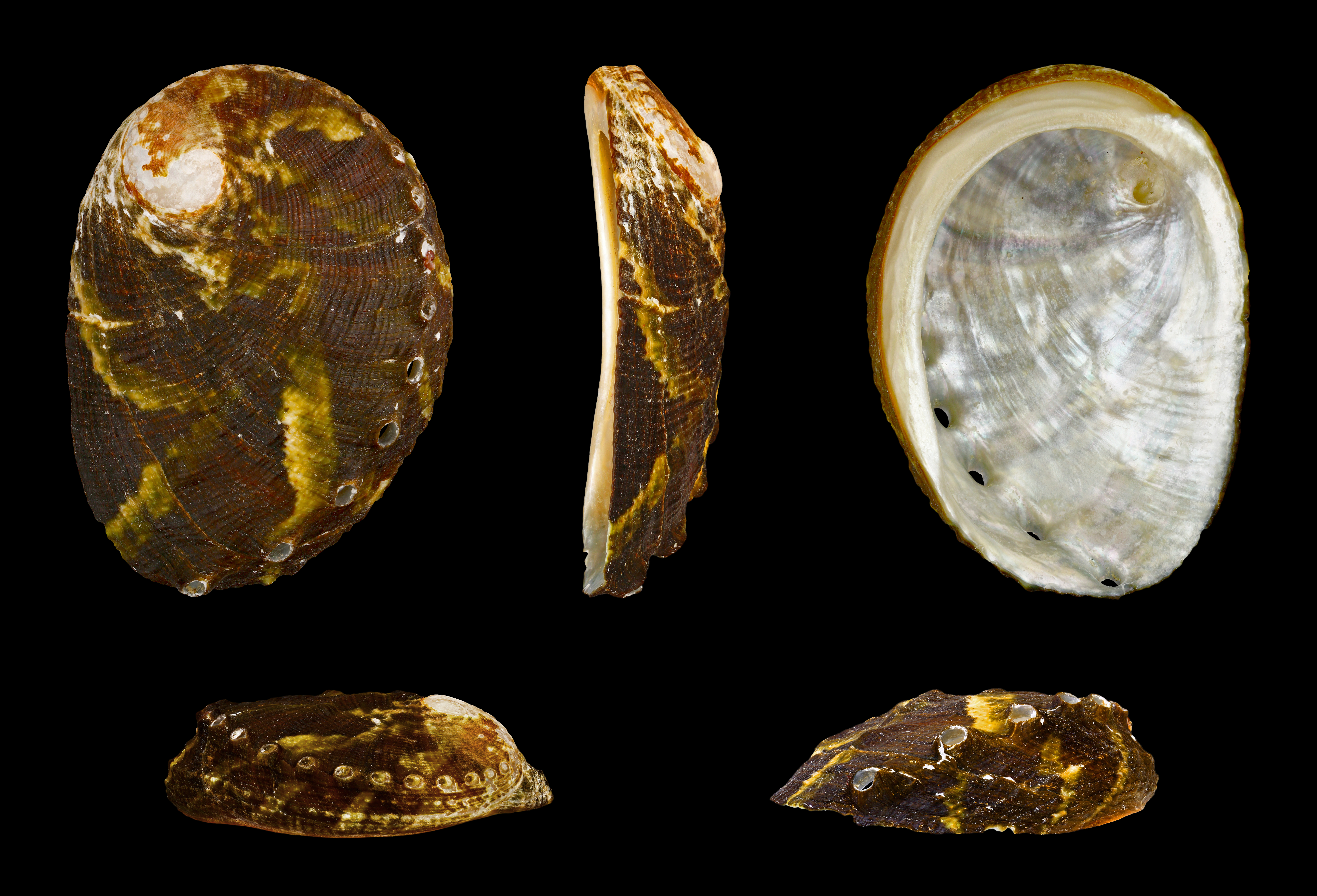
Haliotis varia
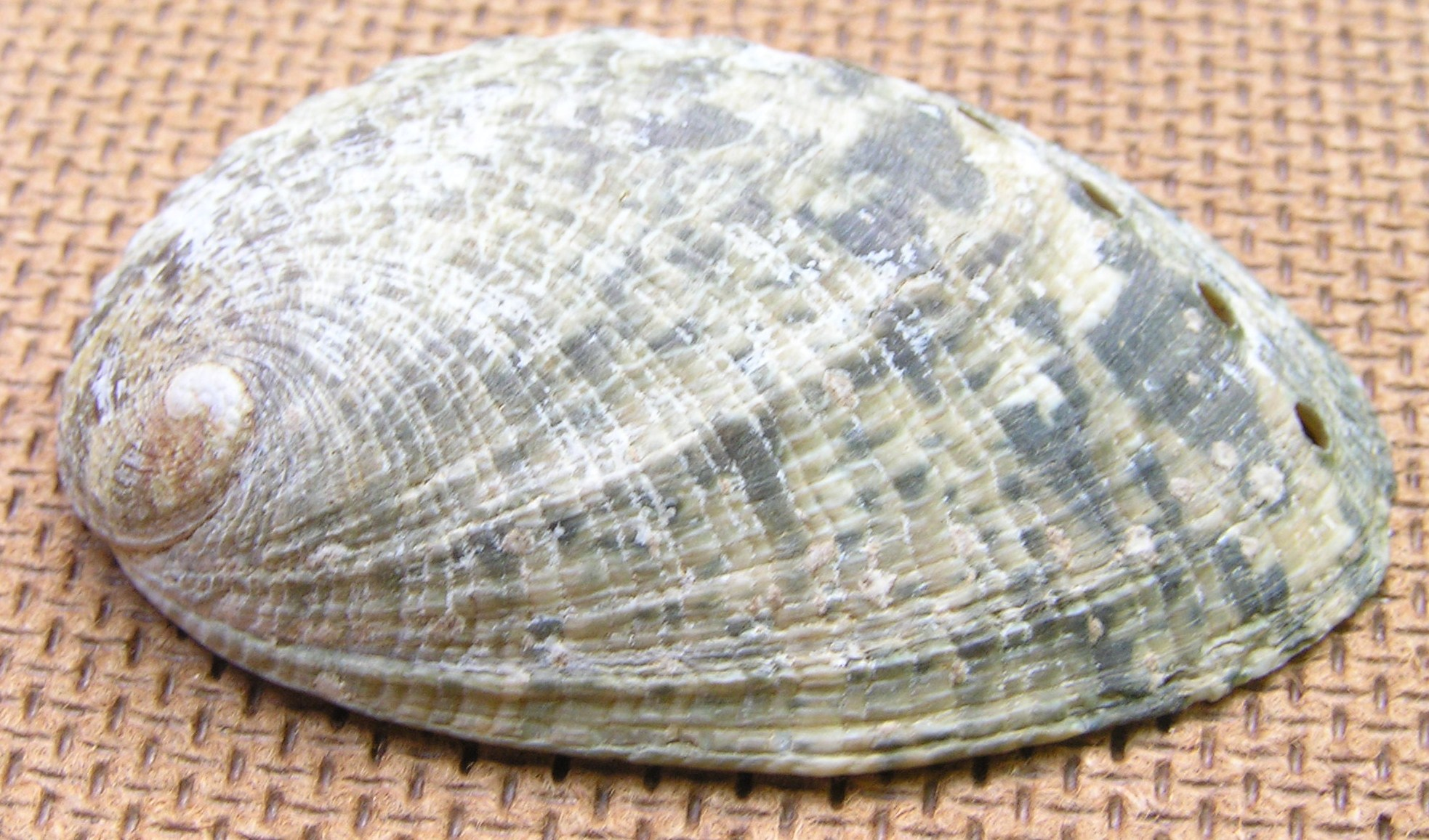
Haliotis virginea
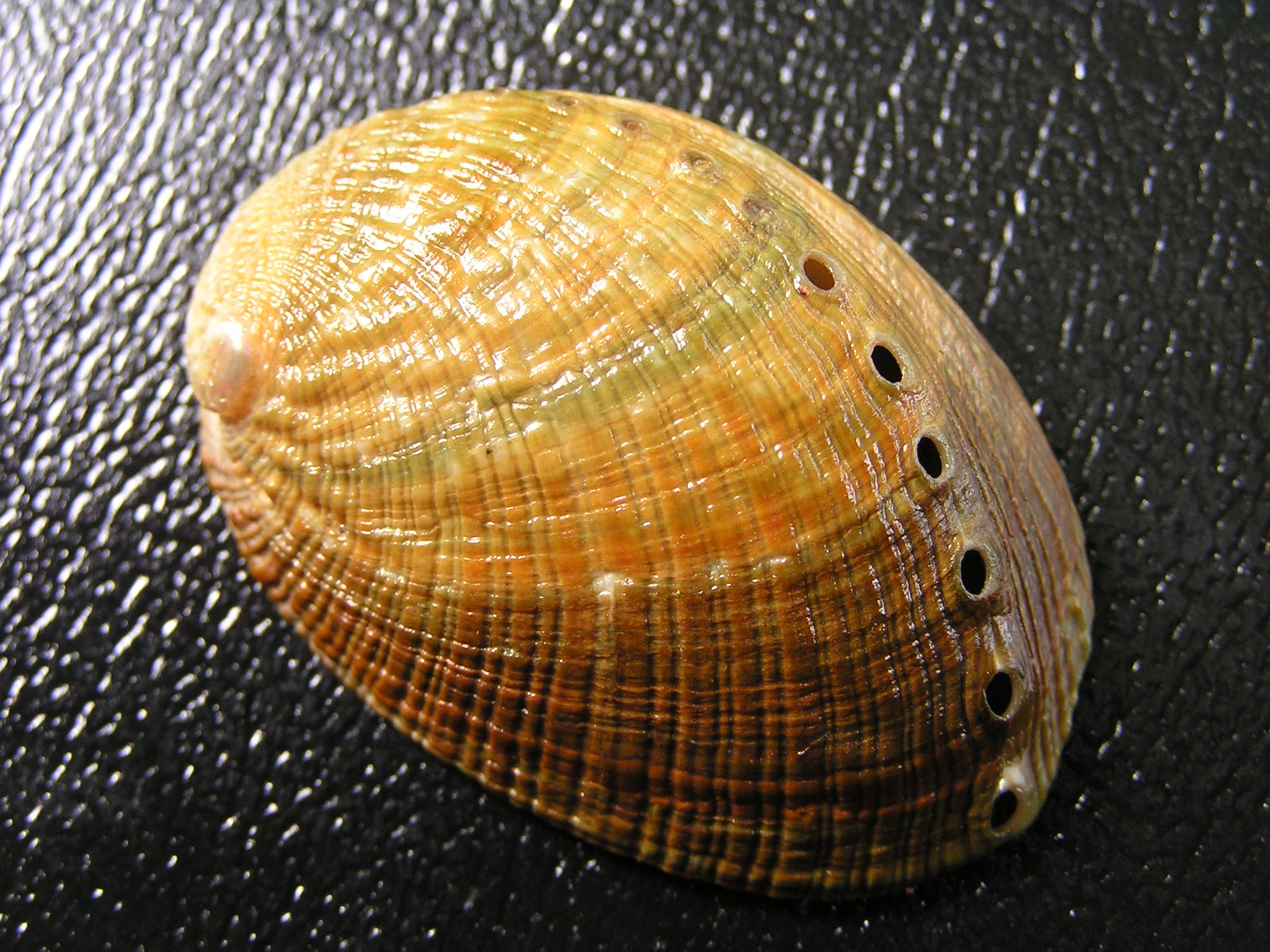
Haliotis walallensis

## Rapporti con l'uomo

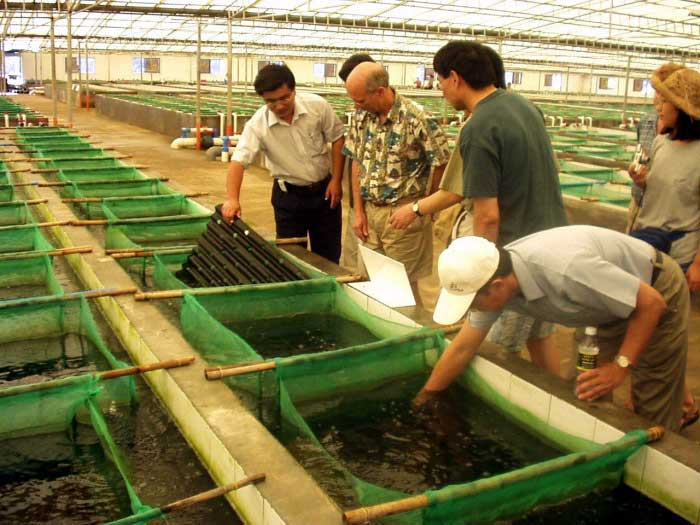
Allevamento di abaloni.

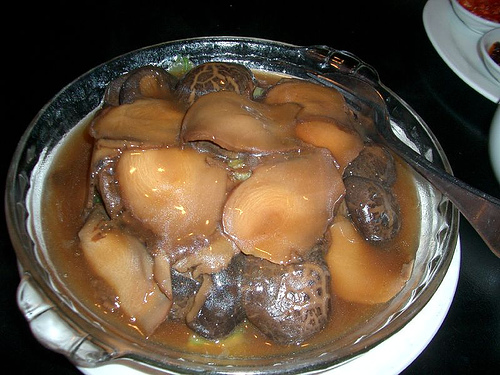
Brasato di abaloni con funghi neri cinesi.

Le conchiglie degli abaloni vengono apprezzate dai collezionisti e nella fabbricazione di gioielli e strumenti musicali - come le chitarre acustiche - mentre la loro carne viene spesso utilizzata in cucina per piatti di mare.
Seppur raramente, questi molluschi producono delle perle barocche, denominate "perle Abalone".
In Giappone, una sottile striscia di aliotide essiccato veniva usata nel noshi, un tradizionale origami decorativo, considerato benaugurante.
In California per evitarne l'estinzione sono state emesse specifiche leggi, che comprendono il divieto di esportazione, che non esiste in Messico e Giappone.